# Иерусалим в период Второго Храма

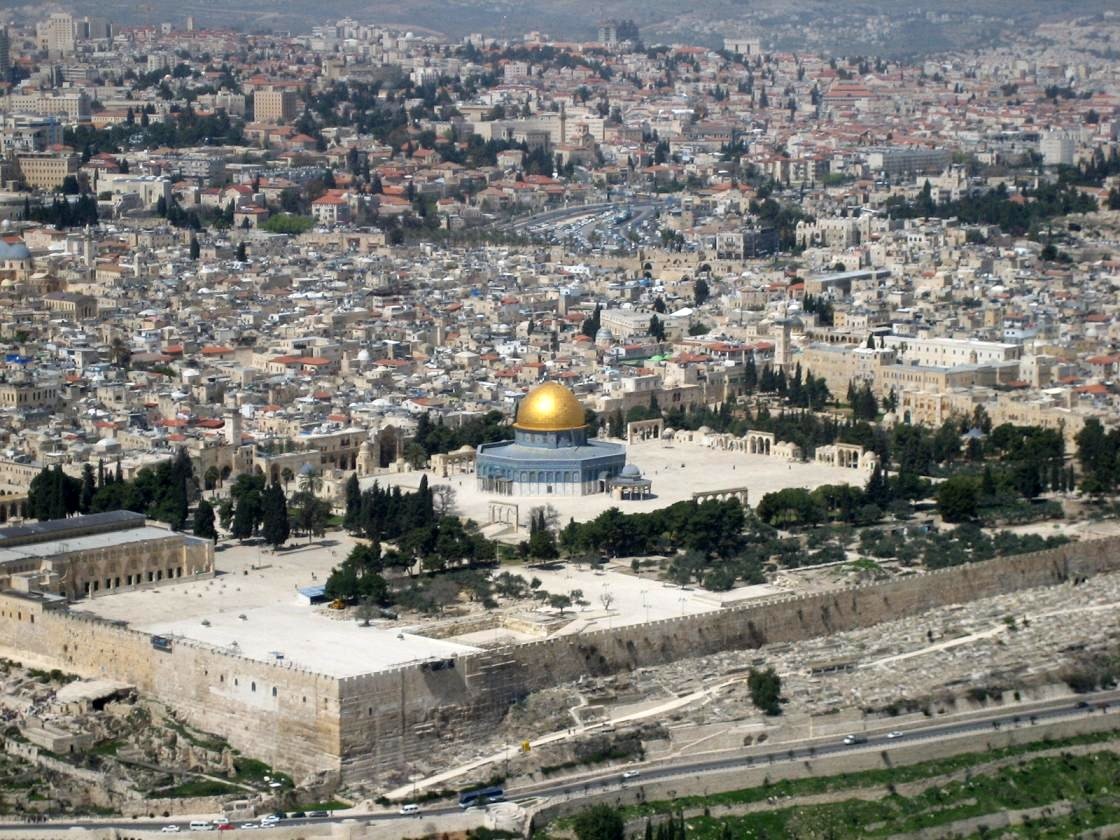
Храмовая гора

Понятие Иерусали́м в пери́од Второ́го Хра́ма относится ко временному промежутку между 538 годом до н. э. и 70 годом н. э. в истории Иерусалима — главного города Иудеи. Эта фаза в истории города начинается правлением персов (Ахеменидов) и заканчивается разрушением Второго Храма и города Римской империей во время Первой Иудейской войны. В еврейской истории этот отрезок времени носит название Период Второго Храма, на протяжении которого как регион, так и город многократно переходили из рук в руки.
Иерусалим был центром религиозной жизни для всех евреев; даже те, кто жил в диаспоре, ежедневно молились в направлении Иерусалима и совершали паломничества во время религиозных праздников. Город являл собой плодородную почву для религиозного творчества; фарисеи — представители иудаизма Второго храма — эволюционировали в Таннаим и пост-вавилонскую религиозную идентичность иудаизма в том воплощении, в котором она продолжает своё бытие сегодня, и, вероятно, была канонизирована Еврейская Библия (хотя точная датировка этого события остаётся спорной). Также именно в Иерусалиме, на протяжении последних этапов данного периода, родилось христианство.
600 лет периода Второго Храма можно разделить на несколько временных отрезков, каждый со своими собственными уникальными политическими и социальными характеристиками. Огромное влияние на материальное развитие города оказывали меняющиеся характеристики каждой эры; в то же время оно в свою очередь оказывало влияние на сами эти эры. Население города характеризовалось социальной стратификацией, с годами всё более явно выраженной — как экономической, так и религиозной. Так, в городе существовало чёткое разделение между богатой и космополитичной элитой и более широкими слоями, желавшими, чтобы внешний мир оказывал меньшее влияние на образ жизни нации. Социальные страты также включали в себя различные религиозные взгляды, каждый — со своими особыми акцентами: одни полагались на священников Храма, в то время как большинство были ведомы традиционными не-священническими кланами, уделявшими большее внимание миру изучения Торы и формированию закона, который был бы превыше установленной в Храме формальной иерархии.

### Период Персидской империи (Ахеменидов)

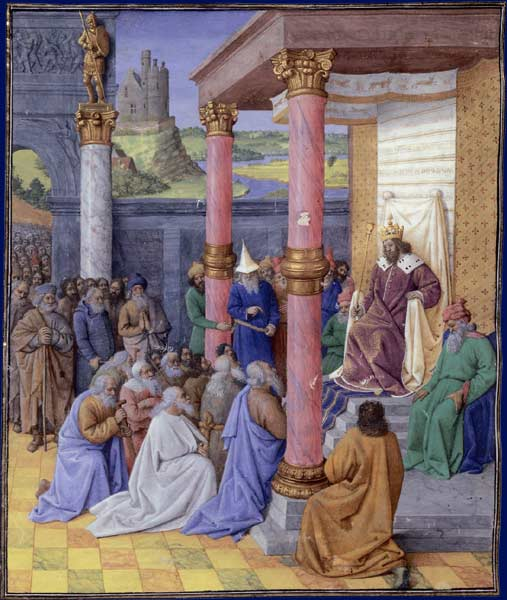
Кир Великий позволяет евреям вернуться в Сион. Жан Фуке, 1470 год

Согласно Библии — которую, возможно, подтверждает цилиндр Кира — после нескольких десятилетий Вавилонского плена и завоевания Вавилона Ахеменидами, в 538 году до н. э. персидский царь Кир II Великий издал декрет, разрешавший евреям Вавилона вернуться в Иудею и восстановить Иерусалимский храм, разрушенный вавилонским царём Навуходоносором. Киром, вероятно, руководило при этом политическое соображение, что на границе с Египтом стоит иметь расположенный к персам народ.
Ко времени возвращения в Сион из вавилонского плена Иерусалим в материальном отношении был довольно беден. Его стены были заброшены, а на месте когда-то грандиозного Храма Соломона теперь стояло скромное святилище. Тем не менее город мог похвастаться оживлённой и процветающей религиозной жизнью. Именно в это время были написаны первые Мишны. Современную форму начала принимать также Галаха. В это же время наблюдалось появление доминирующего священнического класса — космополитичной элиты, восприимчивой к иностранным влияниям.
Вскоре, однако, возникли распри между иудеями и самаритянами, которым не было позволено принять участие в строительстве, и они стали всячески препятствовать восстановлению Иерусалимского храма. В результате строительство Храма было прервано на 15 лет. Только во втором году царствования Дария I Гистаспа (520 г. до н. э.), под влиянием речей пророков Аггея (Хаггая) и Захарии, строительство Храма возобновилось. Дарий лично подтвердил декрет Кира и санкционировал продолжение работ; как и раньше, расходы на строительство, как и на регулярные жертвоприношения за благополучие царя и его близких, должны были покрываться из царской казны, а воспрепятствование восстановлению Храма должно было караться смертью.
Книги Ездры-Нехемии отмечают, что работы по сооружению Второго Храма были завершены в третий день месяца адар, на шестом году правления Дария Великого, что соответствует 516 году до н. э. — через 70 лет после разрушения Первого Храма. После этого, примерно в 445 году до н. э., царь Артаксеркс I Персидский издал указ, разрешавший восстановить город (включая его стены), и послал Ездру, а затем Нехемию восстановить городские стены и управлять провинцией Ехуд, входившей в сатрапию Эбер-Нари. Эти события представляют финальную главу в историческом повествовании Еврейской Библии. Иерусалим вернул себе роль столицы Иудеи и центра еврейского богослужения.

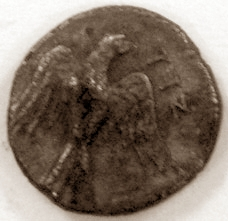
Иудейская серебряная монета Ехуда (ма’а) персидской эры с арамейской надписью древним ивритским шрифтом, «יהד» «Ехуд» (Иудея)

В этот период выпускались «монеты Ехуда» с арамейскими надписями — считается, что они чеканились в Иерусалиме или около него, хотя ни на одной из монет нет знака монетного двора.

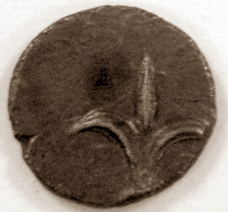
Реверс, с лилией (символ Иерусалима)

В Иерусалиме были вновь обнаружены многие еврейские захоронения периода Второго Храма. Один из примеров, найденный к северу от Старого города, содержит человеческие останки в склепе, декорированном арамейской надписью «Симон, строитель Храма». Гробница Аббы, также расположенная к северу от Старого Города, несёт на себе арамейскую надпись палео-ивритскими буквами, гласящую: «Я, Абба, сын священника Элеаз(ара), сына Аарона перво (священника), Абба, угнетённый и преследуемый, который родился в Иерусалиме, и отправился в ссылку в Вавилон и привёл (обратно в Иерусалим) Маттафи(я), сына Иуд(ы), и похоронил его в пещере, которую я купил, совершив деяние». Гробница Беней Хезир, расположенная в долине Кидрон, украшена монументальными дорическими колоннами и ивритской надписью, определяющей её, как место захоронения священников Второго Храма.
Гробницы Синедриона, подземный комплекс из 63-х выдолбленных в скале гробниц, расположен в публичном парке в северо-иерусалимском квартале Санхедрия. Эти гробницы, — вероятно, зарезервированные для членов Синедриона и несущие на себе древние ивритские и арамейские тексты, датируются периодом между 100 годом до н. э. и 100 годом н. э.

#### Политическое устройство
В течение вавилонского периода центр Иудеи сдвинулся к северу, в земли Вениамина; этот регион, когда-то часть Израильского царства, был гораздо более густонаселён, чем сама Иудея, и теперь включал в себя как административную столицу, — Мицпу, — так и крупнейший религиозный центр в Бейт-Эле. Мицпа более века продолжала играть роль провинциальной столицы. Положение Иерусалима до возвращения администрации обратно из Мицпы неясно, однако с 445 года до н. э. и далее он вновь был главным городом Ехуда, со стенами, храмом (Второй Храм) и другими составляющими, необходимыми для функционирования в качестве столицы провинции — включая, начиная с 420 года до н. э., местный монетный двор, чеканивший серебряные монеты.
Возможно, персы вначале экспериментировали с управлением Ехудом, как царством-клиентом под началом потомков Иегояхина, даже в плену сохранившего свой царский статус. Шешбаззар, назначенный Киром в 538 году правитель Ехуда, являлся потомком Давида, как и его преемник (и, возможно, племянник) Зеруббабель; Зеруббабелю, в свою очередь, наследовал его второй сын, а затем его зять, все — наследственные правители Ехуда по линии Давида, каковое положение вещей закончилось только около 500 года до н. э. Эта гипотеза — что Зеруббабель и его непосредственные преемники воплощали реставрацию Давидова царства при персидском правлении — не может быть верифицирована; однако это соответствовало бы персидской политике в других частях Персидской империи, таких как Финикия.
Второй и третьей опорами раннего периода персидского правления в Ехуде были институты Первосвященника и Пророка, сохранённые Еврейской Библией в историях Ездры-Нехемии и Паралипоменоне, равно как и в книгах пророков Захарьяху, Хаггая and Малахи. Однако к середине V века до н. э. пророки и цари давидовой ветви исчезли, остался только Первосвященник. Практическим результатом явилось то, что после ок. 500 года до н. э. Ехуд практически превратился в теократию, управляемую династией потомственных Первосвященников. Рядоположенным Первосвященнику был персидский правитель, — обычно, по всей видимости, местный, — ответственный в основном за поддержание порядка и надзор за выплатой дани. Ему помогали различные чиновники и контингент писцов, однако подтверждение существования общественной «ассамблеи» отсутствует, и вряд ли ему приходилось проявлять особую осторожность при выполнении своих ключевых обязанностей. Свидетельства, содержащиеся на печатях и монетах, указывают на то, что большинство — если не все — правителей персидского Ехуда были евреями; ситуация, согласующаяся с общей персидской практикой управления посредством местных лидеров.

#### Социальное и религиозное устройство
В течение IX и VIII в.в. Иудея была в основном политеистичной, при этом Яхве выступал в качестве национального божества таким же образом, каким у каждого из окружающих народов имелся свои собственные национальные божества. Плен дал возможность культу «Яхве-единого» возникнуть в качестве доминирующей теологии Ехуда, в то время как «сыны Яхве» старого пантеона эволюционировали в ангелов и демонов — в процессе, который продолжался на протяжении эллинистической эпохи.
Возможно, единой наиважнейшей инновацией пост-вавилонского периода было продвижение и итоговое доминирование идеи и практики еврейской исключительности — идеи о том, что евреи (то есть последователи Бога Израиля и закона Моисея), являются — или должны являться — расой, отличной от всех остальных. То была новая идея, возникшая в сообществе голах — вернувшихся из вавилонского плена; за библейскими текстами Нехемии и Ездры лежит тот факт, что отношения с самаритянами и другими соседями были, на самом деле, близкими и сердечными: это подтверждает сравнение между Ездрой-Нехемией и Паралипоменоном: Паралипоменон открывает возможность участия в богослужении Яхве для всех двенадцати племён и даже для иностранцев, но для Ездры-Нехемии «Израиль» означает только Иудею и земли Вениамина, плюс святое племя Левия.

#### Городской ландшафт
Иерусалим персидской эры был крохотным: около 1500 жителей — согласно некоторым оценкам, даже всего 500. Это был единственный настоящий городской пункт в Ехуде, при том что основная часть населения провинции жила в маленьких деревнях, не обнесённых стенами. Эта картина не претерпела значительных изменений на протяжении всего персидского периода, когда численность всего населения провинции составляла около 30000 человек. В археологических источниках отсутствуют признаки массивной миграции внутрь региона из Вавилона. Городская территория не включала западный холм (на котором находятся еврейский, армянский и христианский кварталы современного Иерусалима), находившийся внутри городских стен до вавилонского разрушения.
Библия описывает сооружение стены Нехемией. В ноябре 2007 года археолог Эйлат Мазар объявила об открытии укреплений в зоне G на восточных окраинах Города Давида, которые она датирует временем жизни Нехемии. Находки Мазар, однако, оспариваются другими археологами.
Библейская Книга Ездры также описывает сооружение нового храма (Второй Храм) возвращающимися из Вавилона пленниками. Никаких его следов не обнаружено, однако его существование представляется вероятным.

### Период эллинистических царств (Птолемеи/Селевкиды)

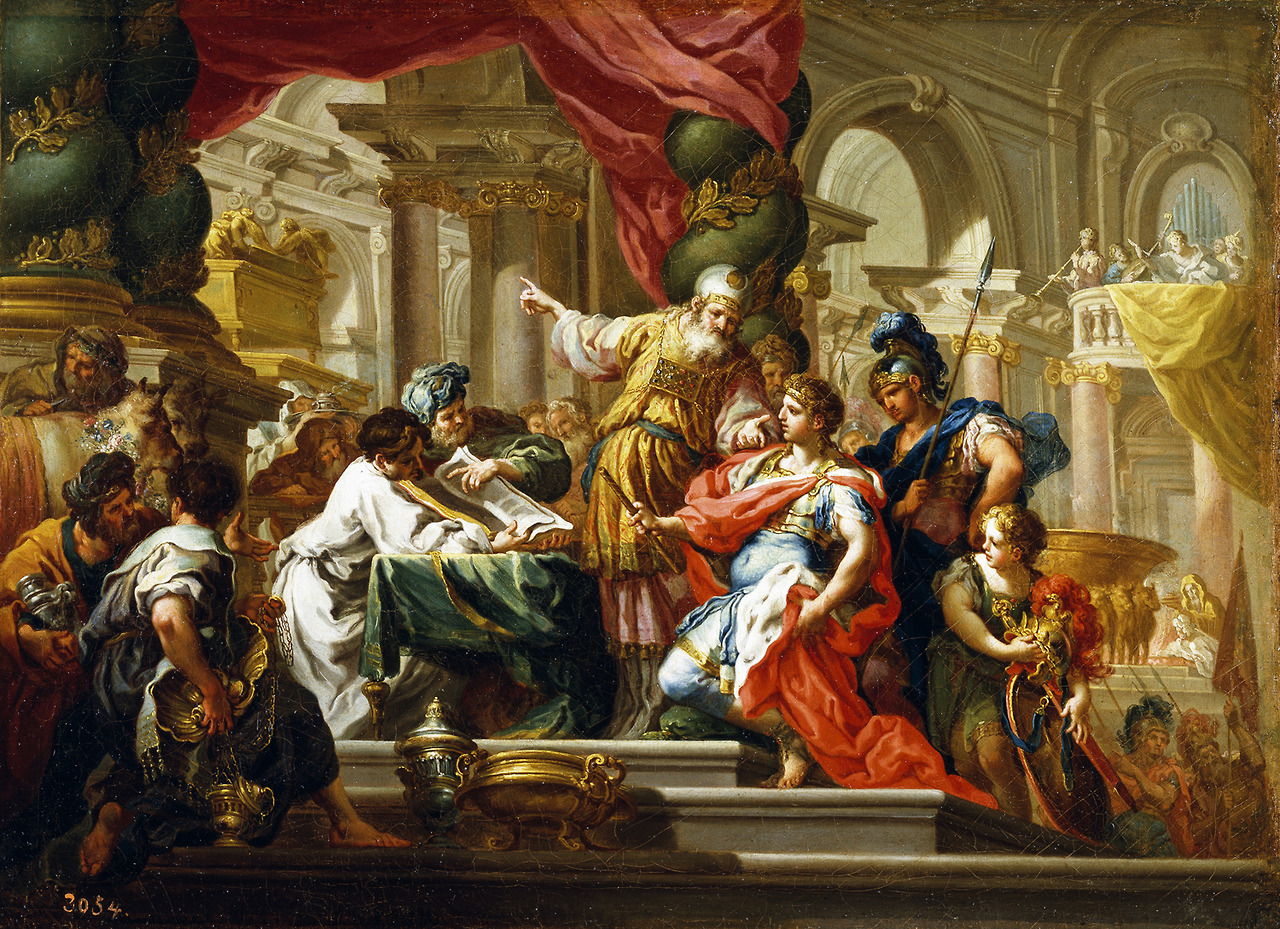
Александр Великий в Иерусалимском храме. Себастьяно Конка, около 1750 года

В 332 году до н. э. Персидскую империю завоевал Александр Великий и, согласно нескольким еврейским традициям, даже посетил Иерусалим. Иерусалим и вся Иудея без сопротивления покоряются Александру, который подтверждает привилегии, данные городу персидскими правителями. Завоевание региона Александром ознаменовало наступление эллинистического периода (который будет продолжаться вплоть до 167 года до н. э.). Иерусалим и Иудея подпали под греческий (македонский) контроль и эллинистическое влияние. После смерти Александра за регион, известный под названием Келесирия, соперничали Диадохи и государства, ставшие их преемниками. После войн Диадохов Иерусалим был захвачен и частично разрушен Птолемеем I; Иудея оказались под контролем Птолемеев, хотя продолжала чеканить монеты Ехуда. Страна Израиля находилась под властью египетских Птолемеев между 301 и 198 годами до н. э. В 198 году до н. э., в результате битвы при Паниуме, Птолемей V Эпифан уступил Иерусалим и Иудею Селевкидам, в царствование Антиоха Великого.
На протяжении большей части эллинистического периода Иерусалим был вполне процветающим городом. Он обладал определённой автономией в управлении своими внутренними делами, и в конечном счёте был награждён статусом полиса.

##### Политическая ситуация
Династия Птолемеев позволяла евреям управлять своими собственными делами без существенного вмешательства правительства. Властью был наделён Первосвященник, как то явствует из текста Гекатея Абдерского, написанного около 300 года до н. э. и цитируемого в исторических сборниках Диодора Сицилиского:
По этой причине у евреев никогда не бывает царя, а властью над народом обычно облечён тот из священников, кто почитается превосходящим своих коллег в мудрости и добродетели.
Антиох III завоевал Иерусалим при помощи еврейского населения города. В начале оккупации Селевкидами Антиох даровал евреям хартию, разрешавшую еврейскую автономию и возвращение евреев в Иерусалим, пожаловал определённые привилегии священникам, запретил нахождение иностранцев и нечистых животных в пределах территории Храма, и выделил официальные средства на религиозные практики в Храме (приобретение жертвенных животных, масла и благовоний).
Однако, именно при правлении Селевкидов стали сильнее проявляться эффекты эллинизации. В Иерусалиме начал расти разрыв между эллинизированными элитами, воспринявшими греческую культуру, и «соблюдающим» населением города. Эти процессы наиболее остро ощущались в правление Антиоха IV Эпифана, пришедшего к власти в 175 году до н. э. С помощью эллинизированной части населения Селевкидами была предпринята попытка перекроить Иерусалим в эллинизированный город-государство. Антиох IV Эпифан [175—163 гг. до н. э.) в 169 году до н. э. на обратном пути из Египта вторгся в Иерусалиме на территорию Храма и конфисковал драгоценные храмовые сосуды. Когда два года спустя, в 167 году до н. э., напряжение между эллинизированными и «соблюдающими» евреями достигло своего пика, Антиох объявил еврейские традиции и ритуалы вне закона и осквернил Храм, поставив на Жертвенник всесожжения небольшой алтарь Зевса Олимпийского. В результате в 168 году до н. э. вспыхнуло успешное восстание Маккавеев — первосвященника Матитьягу и его пяти сыновей: Шимона, Иоханана, Элеазара, Ионатана и Иегуды Маккавея — против Антиоха IV Эпифана. В результате восстания Иерусалим в 152 году до н. э. стал столицей независимого царства Хасмонеев.

#### Социальная и религиозная ситуация
Влияние эллинистической культуры ощущалось уже в период правления Птолемеев — тренд, который по завоевании Селевкидами лишь усилился. Эллинистические обычаи были особенно популярны среди торговцев и богатых жителей — тех, кто мог извлечь наибольшую выгоду из имперской торговли и общего языка, обычаев и культуры, разделяемой всеми эллинистическими полисами. Это не обязательно означало, что они поступались иудаизмом, однако растущая и очевидная дистанция между ними и их «соблюдающими» братьями действительно существовала. Поскольку идентификация с греческой культурой не могла быть единообразной, некоторые исследователи придерживаются того мнения, что к эллинизированной партии, упомянутой в описаниях восстания Маккавеев, скорее всего, относились лишь самые крайние из эллинизированных евреев — те, кто не только поддался внешним ловушкам греческой культуры, но усвоили также её ценности и желали отказаться от базовых догматов еврейской веры.
В 175 году до н. э. Ясон (имя греческое, предшествующее имя было «Иисус» — греческий эквивалент Иошуа), брат Первосвященника Онии III, обратился к Антиоху IV с прошением о занятии места своего брата. Он также намеревался превратить Иерусалим в полис, желая построить в городе как гимнасий, так и эфебейон. В обмен на взятку прошение Ясона было удовлетворено. Ония бежал, а его сын Ония IV основал в Египте Храм Онии. Статус полиса был выгоден богатой элите, члены которой могли выдвигаться на выборах в различные гражданские институции. Таким образом, превращение Иерусалима в полис ещё упрочивало статус богатой эллинизированной элиты — преемников ассимилированных элит, враждебных Ездре и Нехемии. К этому времени, однако, произошли существенные перемены сравнительно с теми давними днями. Экономическая и священническая элиты сблизились — до такой степени, что в эллинистический период священники сами были центральной составляющей эллинизированной высшей страты иерусалимского общества. В то время как нееврейские города по всему региону восприняли эллинизм с энтузиазмом, большинство населения Иерусалима отвергли греческие обычаи. Ясон не предпринимал явных мер против еврейской веры, и Храм продолжал функционировать, как обычно, без языческих жертвоприношений и без навязывания иноземных идолов. Тем не менее, среди сведущих происходили большие волнения в связи с тем фактом, что место Первосвященника и верховного лидера занимал человек, столь безоговороччно дистанцировавший себя от веры.
Таким образом, в начале II века до н. э. в Иерусалиме существовал разрыв между экономически слабым «соблюдающим» большинством, лишённым гражданских прав, и маленьким эллинизированным меньшинством, тесно связанным с властями Селевкидов и контролировавшим экономику, торговлю, местную администрацию и даже сам Храм. Напряжение было усугублено эдиктами Антиоха против еврейской веры, — особенно теми, которые вводили поклонение идолам в Храме и запрещали обрезание, — и в 167 году до н. э. сельский священник, Матитьяху из Модиина, возглавил восстание против империи Селевкидов.

#### Городской ландшафт
О городском ландшафте Иерусалима в эллинистический период известно мало. Меньше всего информации о III веке до н. э., когда город был под властью Птолемеев. Одним из источников, дающих возможность бросить взгляд на Иерусалим этого периода, являются труды Гекатея Абдерского, жившего в конце IV века до н. э. Гекатей находился в свите основателя царства Птолемеев Птолемея I Сотера, когда тот встретился с группой еврейских изгнанников, добровольно отправившихся в Египет. Описание Гекатея восхваляет характер, образование и политические таланты главы этой группы, — священника по имени Иезекия, — который, очевидно, явился источником информации Гекатея как об Иерусалиме, так и об иерусалимских обычаях. Иерусалим восхваляется, как город и большой, и прекрасный, — единственный укреплённый в Иудее, — величиной в целых 50 стадиев и населённый ста двадцатью тысячами евреев. Гекатей описывает Храм, стоящий посреди города (указание на то, что сам он Храма не видел), его размеры, упоминает вечный огонь, алтарь и Менору. Гекатей подчеркнул также отсутствие каких бы то ни было идолов или священной рощи и запрет употребления вина священниками в зале.
Другим источником, претендующим на описание Иерусалима Птолемеев, является письмо Аристея, повествование о переводе Септуагинты на греческий. Автор, предположительно александрийский еврей на службе у Птолемея II Филадельфа (309—246 до н. э.), описывает посещение города, — включая Храмовую гору, — и цитадели по соседству, птолемеева Бариса. Однако, письмо Аристея является, очевидно, более поздним творением середины II века до н. э. Вероятнее всего, оно датируется периодом Селевкидов или Хасмонеев; какая бы то ни было уверенность в том, что это — подлинный отчёт очевидца, также отсутствует.
Как 1, так и 2 Маккавеев, а также «Иудейские древности» Иосифа Флавия (родившегося в Иерусалиме), сообщают о строительном буме в период правления Селевкидов. Ясон, превращая Иерусалим в полис, соорудил также архитектурные составляющие элементы греческого города, включая Гимнасиум и Эфебион. Начиная с самого первого дня иерусалимской археологии, огромные усилия прилагались для определения местоположения этих зданий и их идентификации — но безрезультатно. Самым ярким примером является попытка обнаружить Акру — цитадель, основанную Антиохом IV Эпифаном для размещения селевкидского гарнизона в Иерусалиме.

### Хасмонейский период

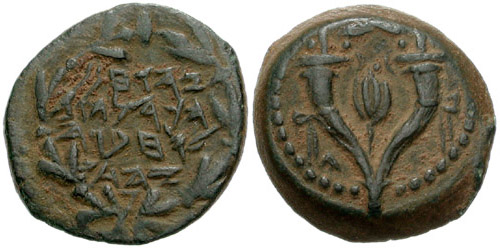
Прута Иоханана Гиркана (между 134 и 104 годами до н. э.). Древним ивритским шрифтом; «Иехоканаан Коэн Гадоль Хавэр Хаехудим» (Иехоканаан Первосвященник, Друг Евреев

Хасмонейское царство существовало 103 года. Им управлял Шимон, сын Матитьягу; затем его сын Иоханан Гиркан, начавший чеканить монеты; затем его сын Иехуда Аристобул; затем его жена Саломея Александра; затем его брат Александр Яннай; затем его сыновья Гиркан и Аристобул. Когда братья Гиркан и Аристобул попросили Рим вмешаться, — каждый от своего имени, — Иудея оказалась под центральной властью Рима, однако по-прежнему сохраняя значительную долю независимости, как автономная провинция. Последним хасмонейским царём был сын Аристобула Матитьягу Антигон.
Хасмонейский период в Иерусалиме характеризовался огромными контрастами: независимость и суверенитет, территориальная экспансия и материальное процветание — с одной стороны, гражданские войны и растущая социальная пропасть — с другой. Иерусалим стал оживлённым политическим, религиозным, творческим и культурным центром — как еврейским, так и эллинистическим.

#### Политическая ситуация
Хотя восстание Хасмонеев разгорелось в 167 году до н. э., а в 164 году до н. э. Иуда (Иехуда) Маккавей очистил Храм от языческих влияний и была возобновлена прерванная на три года храмовая служба, тем не менее над Иерусалимом по-прежнему доминировал селевкидский гарнизон, который держался в Акре в течение ещё 25 лет. Лишь в 141 году до н. э. Шимон Маккавей занял Акру и, согласно Иосифу, сравнял её землёй, так что Храм стал самым высоким местом в Иерусалиме.
Со 140 по 63 год до н. э. Иерусалим был столицей сначала независимого государства, а затем — независимого царства. Как засвидетельствовано в 1 Маккавеев, он начал вести свой собственный годовой отсчёт, отличный от системы Селевкидов:
В году стосемидесятом ярмо язычников было сброшено с Израиля, и люди стали писать в своих документах и контрактах: "В первый год Шимона великого, первосвященника и командующего и главы евреев."
1Мак. 13:41, 42
Возможность назначения Шимона была достигнута путём консенсуса между духовенством, религиозными лидерами, традиционными аристократическими семьями и уважаемыми старцами. Чтобы подчеркнуть легитимность и общественную поддержку своего назначения, Шимон основал верховный трибунал, который позже станет известен под названием Великий Санхедрин. Хасмонейский лидер был одновременно первосвященником (хотя он и не полагался происходящим из семьи Цадок) и верховным военным лидером, равно как и Наси евреев. Впервые как религиозное, так и политическое лидерство совмещались в одном человеке.
Маккавеям удалось воспользоваться внутренним конфликтом, досаждавшим царствам как Селевкидов, так и Птолемеев, для расширения территории, находившейся под их контролем. Иерусалим из столицы маленькой еврейской провинции развился в столицу, управлявшую большой территорией, населённой различными народами. Этот рост привёл к решительным переменам в управлении, когда Иехуда Аристобул провозгласил себя царём. Аристобул, его брат Александр Яннай и их преемники были, в итоге, царями-священниками, аккумулировавшими заметное влияние как во внутренних, так и в международных делах. Они контролировали территорию, схожую по размеру c современным Израилем, включая части Трансиордании. В 161 году до н. э. Иегуда Маккавей также оформил альянс с Римской республикой — альянс, который продлится вплоть до правления Янная: следовавшие один за другим лидеры возобновляли его и усваивали про-римскую политику. Яннай, однако, предпочёл разорвать альянс; вероятно, потому, что угроза независимости Иудеи, исходившая от Селевкидов, исчезла — однако на смену ей тут же появилась такая же угроза со стороны Рима.
Существуют доказательства, подтверждающие, что царство Хасмонеев обратило в иудаизм подвластные народы, включая итурийцев в Голане и Хауране и эдомитян Иудейских холмов, что подчёркивает статус царства, как региональной державы. Новообращённые считались — по крайней мере, в теории — полноценными евреями, заслуживающими равных прав, предоставляемых гражданам царства. Некоторым эдомитянам, например, удалось даже достичь высших позиций в иерусалимской администрации.
В 67 году до н. э. разразился спор между Аристобулом II и Гирканом II, сыновьями и преемниками Александра Янная. Обе партии обратились за помощью к римскому генералу Гнею Помпею Магну (Помпею Великому), ведшему в это время кампанию в регионе. Помпей решил занять сторону Гиркана (и его советника Антипатра), и Аристобул со своими последователями забаррикадировались на Храмовой горе. В 63 году до н. э. Помпей и римская армия прибыли в Иерусалим, осадили укреплённый Храм и после трёхмесячной осады взяли его штурмом, положив конец еврейскому суверенитету и распространив влияние Римской республики на Иудею. Город становится административным центром римского протектората. Вслед за кратким вторжением парфян, поддержавших соперничавших с Римом хасмонейских правителей, Иудея стала ареной борьбы между про-римскими и про-парфянскими силами — что, в конечном счёте, привело к появлению на исторической арене эдомитянина по имени Хордос, сына Антипатра. Поддержанный римскими войсками, Ирод Великий (под каковым именем он получил известность) отвоевал Иерусалим у Антигона II Матитьягу, положив конец правлению Хасмонеев.

#### Социальная и религиозная ситуация
Именно в период хасмонейского правления в Иерусалиме оформились две конфликтующие религиозные фракции, Саддукеи и Фарисеи. Фракция Саддукеев состояла в основном из членов высшей страты иерусалимского общества, включавшей большую часть священнических семей — в особенности тех, что были восприимчивы к греческой культуре. Они тяготели к Храму, и главными для них религиозными темами были темы религиозной нечистоты и храмовых ритуалов. Фарисеи, напротив, были ведомы мудрецами и были более социально ориентированы, отстаивая интересы малоимущих. К их главным интересам относились закон Торы и его практическое применение в повседневной жизни. Фарисейская интерпретация Торы была независима от Храма, поскольку она поощряла религиозную мысль независимо от священнической иерархии. Фарисеи были ведомы Зугот («Парами»).
Хотя вожди восстания Маккавеев были яростными анти-эллинистами, ко времени второго поколения хасмонейских лидеров (ок. 130 года до н. э., время Иоханана Гиркана) греческая культура становилась вновь популярной. Хасмонеи сами стали эллинизированы, поддавшись, по самой меньшей мере, на внешние ловушки греческой культуры, управления, греческого платья и речи. Особенно очевидным проявлением этого является усвоение греческих имён. В то время как первое поколение Хасмонеев именовались Иоанн, Ионатан, Иуда и т. п., последующие лидеры звались Гиркан, Аристобул, Александр и т. п. Царь Александр Яннай в особенности подчёркивал эллинистическую природу своего царства. Он поддерживал Саддукеев и отвергал требования Фарисеев разделить роль царя и роль первосвященника. Изгнав Фарисеев из Санхедрина, Яннай спровоцировал гражданскую войну, в которой использовал против Фарисеев нееврейских наёмников. Иосиф Флавий сообщал о пятидесяти тысячах жертв этой гражданской войны, которая завершилась лишь в результате посредничества Шимона бен Шетаха, являвшегося одновременно фарисейским лидером, Председателем Суда Санхедрина и братом царицы Саломеи Александры, жены и преемницы Янная. При Саломее на короткое время было восстановлено некоторое равновесие между монархией и Фарисеями, контролировавшими Санхедрин, однако фракционные размолвки вновь заявили о себе после её смерти, приведя в конечном счёте к состоянию непрерывной гражданской войны.

#### Городской ландшафт
Возведи очи твои и посмотри вокруг: все они собираются, идут к тебе; сыновья твои издалека идут и дочерей твоих на руках несут...
Исаия. 60:4
Теперь — столица независимого образования, Иерусалим хасмонейского периода процветал и рос в размерах, населении и богатстве. Не только интенсифицировались традиционные еврейские ритуальные паломничества в город, вносившие вклад в его экономическую ситуацию, но и возросшая иммиграция, — как изнутри страны, так и из-за рубежа, — стимулировала его рост как в количестве постоянного населения, так и в размерах. Границы города раздвинулись, были построены новые укрепления. Городской ландшафт Иерусалима стал отражать его статус как национальной столицы, места жительства династической царской семьи. Были построены новые дворцы и различные общественные сооружения, как и правительственные институты, необходимые для управления царством.

#### Хасмонейские стены и укрепления
С восстановлением еврейской независимости в середине II века до н. э., Хасмонеи быстро инициировали мероприятия по заселению и укреплению Верхнего Города — западного холма, заброшенного после вавилонского окружения Иерусалима. Иуда Маккавей укрепил гору Сион, окружив Храмовую гору стенами и башнями. Укрепления эти, уничтоженные Антиохом V Евпатором, были потом восстановлены Маккавеем Ионатаном («И жил Ионафан в Иерусалиме; и начал строить и возобновлять город, и сказал производившим работы, чтобы они строили стены и вокруг горы Сиона для твердости из четырёхугольных камней, — и делали так.»1Мак. 10:10, 11), и ещё увеличены Маккавеем Шимоном (Шимон Маккавей «собрал он всех мужей ратных, и поспешил окончить стены Иерусалима, и со всех сторон укрепил его.»). Эти данные помещают дату сооружения хасмонейской городской стены, также известной под названием первая стена, в промежуток между 142 и 134 годами до н. э. Охватывавшие Город Давида и западный холм, стены не были абсолютно новыми, но также включали в себя элементы более ранних укреплений — таких, как «Башня Колен Израилевых» Железного века, раскопанная в Еврейском квартале. Стена тянулась от Башни Гиппик (возле местоположения нынешней Башни Давида) к востоку — в направлении Храмовой горы — и к югу до Юго-Западного холма (современная Гора Сион, наименование ошибочное), затем к востоку до Силоамского бассейна и, наконец, на север, соединяясь со стеной Храмовой горы.
Остатки первой стены всё ещё можно увидеть в нескольких местах:
- В цитадели, известной под названием «Башня Давида».
- В Мамилле, к западу от современных городских стен, где были раскопаны остатки хасмонейских укреплений.
- В Еврейском квартале, внутри и вокруг «Башни Колен Израилевых» и руин, которые могут являться остатками «ворот Геннат», упомянутых Иосифом.
- В основании восточной стены Храмовой горы.

Как только эти стены были завершены, Верхний Город стал резиденцией богатых и состоятельных граждан Иерусалима.

#### Крепости-дворцы
В хасмонейском Иерусалиме были представлены две крупные достопримечательности, никаких остатков которых не было обнаружено. Одной из них был хасмонейский Барис, — цитадель, предположительно стоявшая в северо-западном углу Храмовой горы, занимая вероятное место прежнего птолемеева Бариса, — который позже был разрушен, дабы освободить пространство для иродовой крепости Антония. Согласно Иосифу, «эта цитадель была построена царями Асамонейской расы, которые были также первосвященниками до Ирода, и они называли её Башней, и в ней были помещены облачения первосвященника, которые первосвященник надевал лишь в тех случаях, когда ему предстояло совершить жертвоприношение.» Постройка Иродом этой крепости не оставила никаких следов цитадели Хасмонеев.
Другой заметной постройкой, которую пытаются обнаружить исследователи, является Дворец Хасмонеев. Описание Иосифа достаточно точно: «над площадью на окраине верхнего города (эта площадь была посредством моста соединена также и с храмом).» Таким образом, вполне возможно определить приблизительное местоположение дворца, напротив Храма слегка к северу от современного Еврейского квартала. Такая локализация имела бы как топографический (на возвышенном участке), так и административный (рядом с богатым и священническим кварталами в верхнем городе) смысл. Возвышаясь над Храмом, дворец предоставлял бы царю и первосвященнику возможность наблюдать за событиями внутри него.

#### Хасмонейские погребения

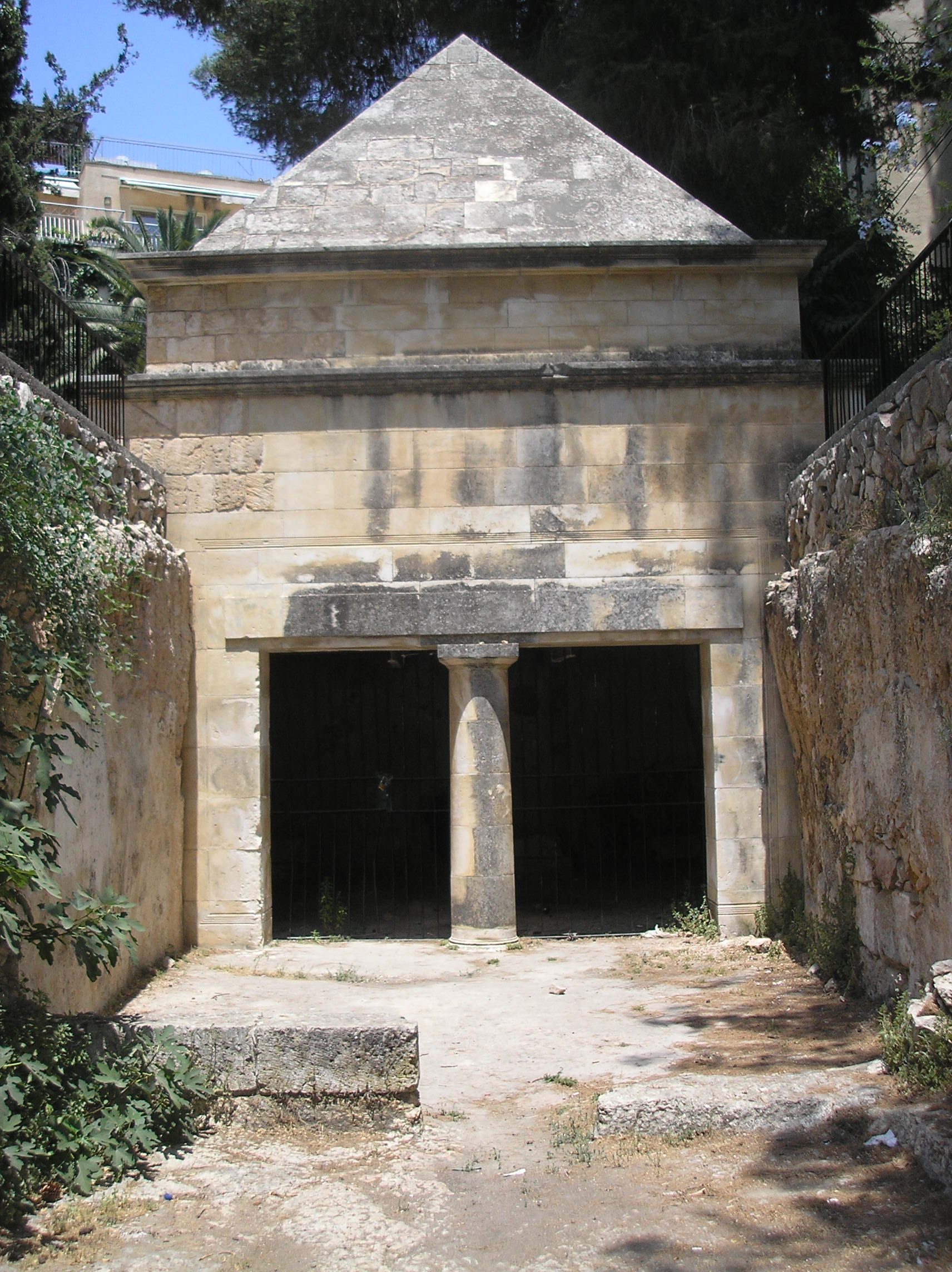
Гробница Ясона

Иерусалим периода Второго храма был окружён кладбищами и погребальными полями. По причине святости города и ритуальной нечистоты мёртвых, погребение было разрешено лишь на разумном расстоянии от городских стен:
Падаль, могилы и сыромятни должны находиться в пятидесяти кубитах от города.
Вавилонский Талмуд: Трактат Бава Батра 2, 9
Когда город разросся, кладбища были соответствующим образом перемещены. Еврейская вера в воскрешение предполагала, что кости каждого индивидуума должны быть помещены отдельно. Сначала, в течение года, мёртвые находились в погребальных пещерах; когда оставались только кости, последние подвергались вторичному захоронению в оссуарий.
В Иерусалиме был разработан уникальный стиль украшения оссуария, с изображением цветов, в особенности лилий, и ветвей пальмовых деревьев. Затем оссуарии помещались в фамильных погребальных пещерах, либо вырубленных в скалах, либо сооруженных вручную. Сотни погребальных пещер, оставшихся от Иерусалима Второго Храма, разбросаны вокруг города — в основном к северу (Санхедрия), востоку (склоны долины Кидрон) и югу от Старого Города (Геенна и Кетеф Хинном) — и образуют некрополь. Несколько могил обнаружены также к западу от Старого Города, в основном вдоль улицы Газа и в Рехавии. Видные и состоятельные семьи, такие как священническая Беней Хезир, строили роскошные погребальные залы, в которых помещались их оссуарии. Основными примерами являются гробница Ясона в Рехавии и гробница Авессалома.

#### Хасмонейские водные сооружения

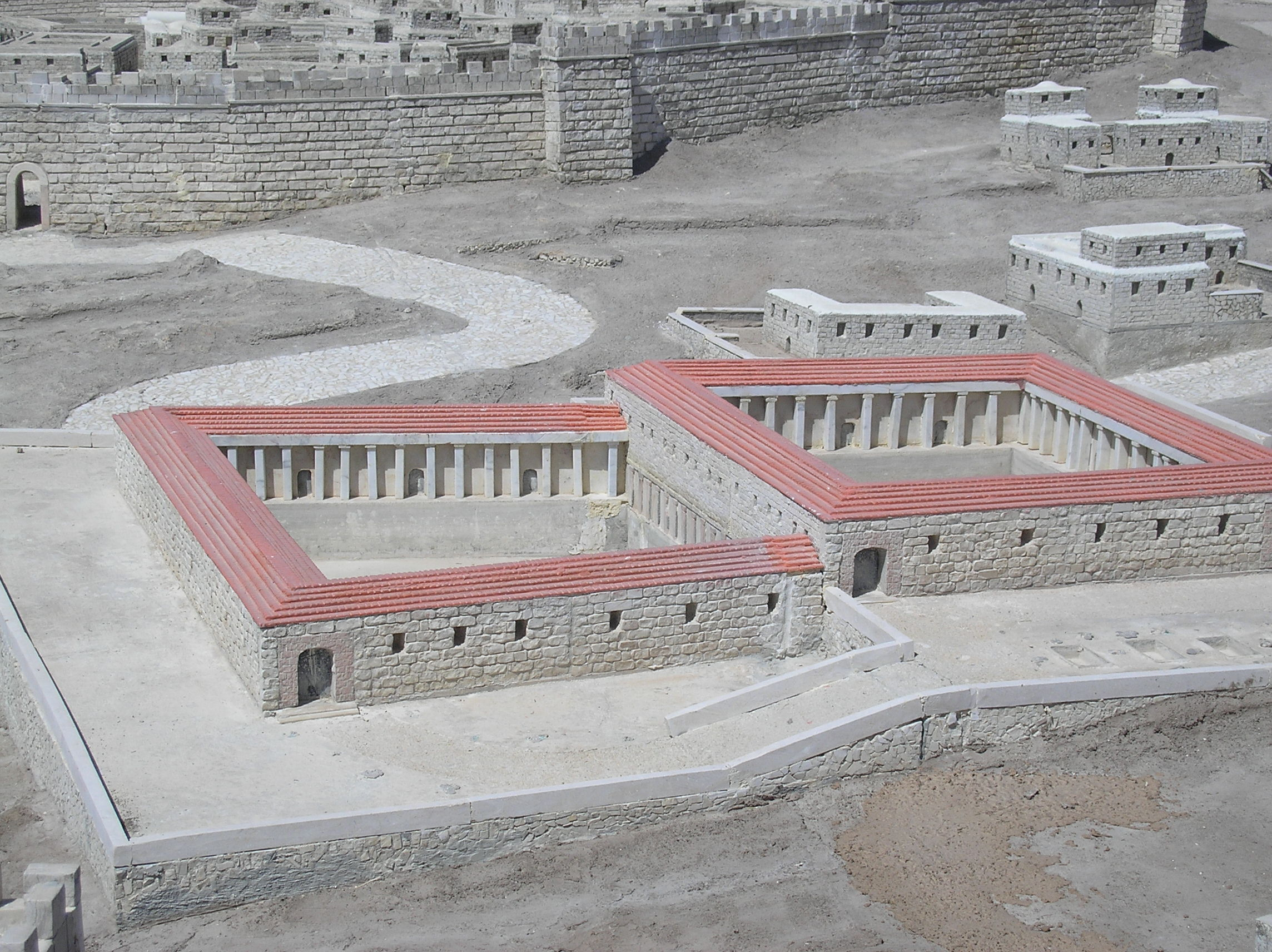
Бассейн Вифезда — Модель Иерусалима конца периода Второго Храма в Музее Израиля

С ростом Иерусалима росла также потребность в воде, снабжение которой было недостаточным для города. Поэтому были построены водные сооружения для доставки воды к бассейну-хранилищу к северо-западу от Храмовой горы, осушившие как поток Баит Зеита, так и долину Тиропеон. Туннель составляет 80 метров в длину, примерно 0,37 метров в ширину и 3,7 метра в высоту в своей самой высокой точке. «Хасмонейский туннель» или «хасмонейский виадук», под каковыми названиями он известен, был открыт во время раскопок израильского Министерства по делам религий в 1985 году и в настоящее время в него можно попасть через тоннель Западной Стены. Точная дата прорытия тоннеля ещё не установлена, и в то время как некоторые датируют его даже периодом Первого Храма, он безусловно существовал до Ирода.
Помимо выбитых в скале и оштукатуренных цистерн — обычного компонента многих домов — жители Иерусалима также пользовались общественными бассейнами-хранилищами. К числу таковых относились бассейн Вифезда, к северу от Храмовой горы, и бассейн Иезекии к северу от Башни Давида. Вероятно, бассейны к северу от Храмовой горы обслуживали также и Храм — их вода применялась для отмывания алтаря и двора от крови, равно как для того, чтобы поить скот, использовавшийся для жертвоприношений. Неясно, когда именно бассейны были построены, но они определённо были расширены в течение периода Хасмонеев в связи с возросшей потребностью Иерусалима в воде.
Хасмонейский период стал также свидетелем усилий по доставке воды в Иерусалим с более отдалённых территорий. Возможно, в период правления Александра Янная был вырублен нижний акведук, транспортировавший воду от источника Эин Эитам (возле Вифлеема) в окрестности Храмовой горы. Поскольку Эин Эитам расположен на высоте, лишь на 30 метров превышающей высоту горы, это было значительное достижение технологии и инжениринга. Акведуку, чтобы достичь своего места назначения, нужно было обойти несколько хребтов, поэтому он сильно изогнут, подчиняясь требованию сохранить наклон в 0,9 метра на каждые 1,6 километра. Чтобы сделать его короче, под хребтом Джабель Мукабер был высечен 400-метровый туннель.

### Иродианский период
В результате усиления Рима, в 37 году до н. э. Иерусалим захватил Ирод Великий. В 40 году до н. э. Рим даровал ему титул царя Иудеи; Ирод правил провинцией Иудея в качестве еврейского царя-клиента римлян. Как и, в большой степени, другие эры в истории Иерусалима периода Второго Храма, правление царя Ирода характеризовалось контрастами и противоречиями. Подобно личности самого Ирода, это было время пышности и излишеств. Контраст между языческим городом и стоявшим посреди него святым Храмом, — или противоречие между жёстоким царём-убийцей и антрепренёром, украсившим город блеском и роскошью, — породили значительный интерес к истории города в один из её наиважнейших моментов.
Ирод посвятил себя развитию и украшению города. Он построил стены, башни и дворцы, расширил Храмовую гору, подперев внутренний двор каменными блоками весом до 100 тонн, перестроил Второй Храм (см. также Храм Ирода) и усовершенствовал окружающий его комплекс. Он также развил чеканку монет, введя в оборот монеты разного достоинства. Тацит писал, что «Иерусалим является столицей евреев. В нём находился Храм, обладающий колоссальным богатством».
Ирод построил также Кесарию Маритиму, сменившую Иерусалим в качестве столицы римской провинции.

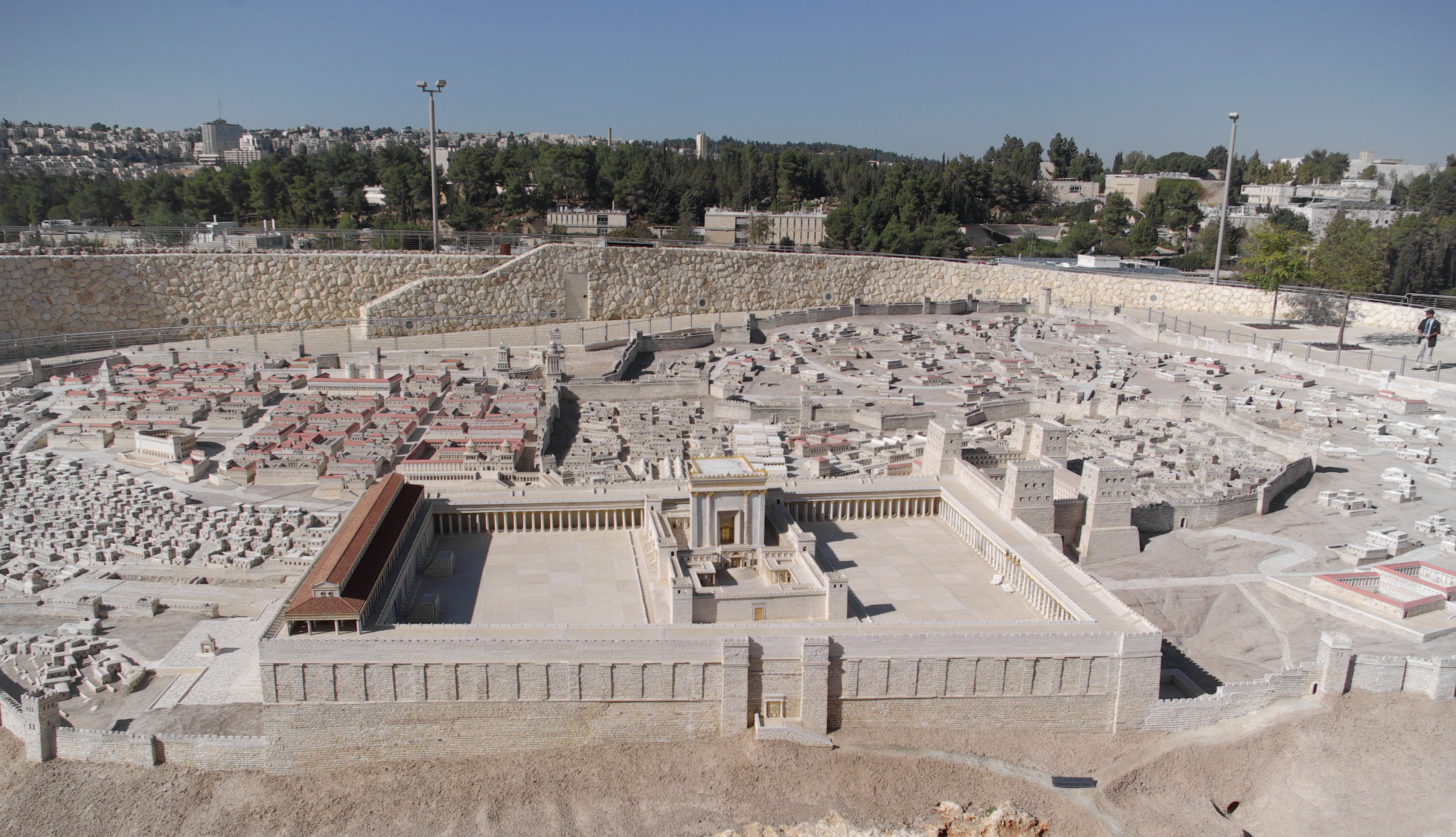
Реконструкция внешнего облика Иерусалима в течение I века н. э., основанная на археологических находках

#### Политическая ситуация
Правление Ирода было по большей части мирным, и характеризовалось экономическим процветанием и строительным бумом. Царь пользовался колоссальным благоволением своих римских патронов, в отношении которых он был очень щедр, а потому наслаждался существенной свободой действий в отношении укрепления как города, так и государства, не вызывая этим тревоги у Рима. Ирод управлял Иерусалимом тридцать три года (37—4 годы до н. э.), в течение которых он непрерывно балансировал свою лояльность Риму с преданностью своим еврейским подданным и обязательствами перед ними. Евреи, однако, презирали Ирода и называли его "идумейским рабом " — отсылка как к его иноземному происхождению, так и к его раболепству перед Римом. В начале своего правления Ирод намеревался придать легитимность своей власти, женившись на Мариамне, хасмонейской принцессе и сестре Аристобула III. Вскоре Мариамна лишилась расположения Ирода и он приказал казнить её. После этого он стал добиваться легитимности посредством своей колоссальной реконструкции Храма.

#### Социальная и религиозная ситуация
Ирод снова превратил Иерусалим в эллинистический город, включая все составляющие элементы и институты полиса. Он построил большой театр, учредил борцовские турниры в честь Императора, ставил представления, на которых люди сражались с животными, и поощрял иммиграцию неевреев в Иерусалим. Ирод украшал свою эллинистическую архитектуру отделкой, изображавшей языческих богов, а его валюта несла на себе языческие мотивы. Тем не менее, усилия Ирода не остались полностью неоценёнными его подданными:
Тот, кто не видел Иерусалима в его красе, во всей своей жизни не видел прекрасного великого города; а кто не видел здания Второго Храма – в своей жизни не видел красивого сооружения. Что это означает? Сказал Абайи, согласно другим Рабби Хисда: Это означает сооружение Ирода.
Вавилонский Талмуд: Трактат Сукка глава 5

Иерусалим был одновременно грандиозным языческим городом и центром еврейской жизни на вершине её развития. Храмовый ритуал продолжался в полную силу в новом и пышном здании. Огромное количество паломников, — возможно, вплоть до миллиона, — наполняли улицы города во время Песаха, предположительно, в атмосфере, описанной в Талмуде так: 
И ни один человек никогда не сказал ближнему своему: "Помещение моё в Иерусалиме слишком тесно для меня."
Вавилонский Талмуд: Трактат Пиркей авот глава 5, 5
Филон Александрийский, сам — эллинизированный еврей, описывает Иерусалим во время празднеств:
Ибо бесчисленные группы мужчин из несчётного множества городов, некоторые по земле, некоторые по морю, с востока и с запада, с севера и с юга, прибывали в Храм на каждый праздник
Филон Александрийский. Об особенных законах. I, 69
Паломники имели ключевое значение для экономики. Они прибывали из всех уголков империи, принося с собой последние новости и инновации, осуществляя как розничную, так и оптовую торговлю и обеспечивая средства к существованию для больших сегментов местного населения. Иерусалим процветал, и материальное благосостояние и роскошь состоятельного и священнического классов также находились на своём пике. Это подтверждается такими археологическими находками, как микваот (ритуальные купальни) в личном пространстве священнических домов и редкие цветные изделия, обнаруженные в раскопках в Иродинаском квартале, в нынешнем Еврейском квартале. Это процветание просачивалось также и в низшие классы, и массы пользовались выгодами активизировавшейся торговли, непрерывного обмена валюты и попросту мира, делавшего возможным свободный обмен товарами. Экономическое благоденствие и широко распространённая враждебность евреев в отношении Ирода позволили утихнуть междоусобной войне между фарисеями и саддукеями.
В самом деле, еврейский Иерусалим был един в своей ненависти к царю Ироду. Ирод был жестоким правителем, который пользовался услугами шпионов и информаторов, иностранных чиновников и таможенных агентов. Имелись, однако, границы, от пересечения которых Ирод воздерживался: он не входил на территорию Храмовой горы, не помещал в Храме иноземных идолов, не проводил в городе языческих жертвоприношений. Иерусалим был витриной Ирода, и он приглашал влиятельных личностей из Рима лицезреть его великолепие. Иерусалим и в самом деле производил желаемое впечатление, и римский историк Плиний Старший так описал его:
на сегодняшний день самый знаменитый город - не только Иудеи, но Востока
Плиний Старший: Естественная история 5.14
В религиозном смысле, очевидной является общественная озабоченность галахическими законами нечистоты и осквернения. Археологические находки указывают на широкое распространение использования сосудов из камня — материала, который, согласно иудаизму, не может быть осквернён — во многих домах, в особенности приписываемых священническому классу. Раскопки по всему городу позволили обнаружить много микваот, включая несколько больших общественных купален вдоль главной улицы, ведущей вверх к Храму. Они, очевидно, обслуживали паломников перед их восхождением на Храмовую гору. Похоже, что исполнение запрета идолов и гравированных изображений также тщательно отслеживалось, поскольку таковые отсутствуют даже в самых роскошных домах, где обнаруживаются только геометрические узоры.
В этот период Иерусалим также столкнулся с притоком неевреев, некоторые из которых желали перейти в иудаизм. Филон писал об этом феномене:
И то, что красота и достоинство закона Моисеева почитаются не только среди евреев, но также среди всех остальных народов, очевидно как из того, что уже сказано, так и из того, что я намереваюсь заявить. В старину законы были написаны на халдейском языке, и на протяжении долгого времени они оставались в том же виде, что и поначалу, не изменяя своего языка, поскольку их красота не делала их известными другим народам; но когда, благодаря тому ежедневному и неизменному уважению к ним, кое демонстрирвали те, кому они были даны, и благодаря непрестанному соблюдению ими этих установлений, другие народы также обрели понимание их, слава их распространилась по всем землям; ибо то, что было действительно хорошо, - даже хотя оно может, из-за зависти, оставаться в тени короткое время, - всё равно, по прошествии времени, снова сияет благодаря внутренне присущему совершенству своей природы.
Филон Александрийский. О жизни Моисея II, V, 25
Похожие высказывания можно обнаружить также в трудах Страбона, Диона Кассия и других римских историков.

#### Городской ландшафт
Девяносто процентов всех археологических находок в Иерусалиме, датируемых периодом Второго Храма — иродианского происхождения. Это — свидетельство как количества, так и качества иродинаских сооружений, равно как и настояния Ирода на предварительном удалении древних развалин, дабы сделать возможным осуществление строительства непосредственно на коренной породе.

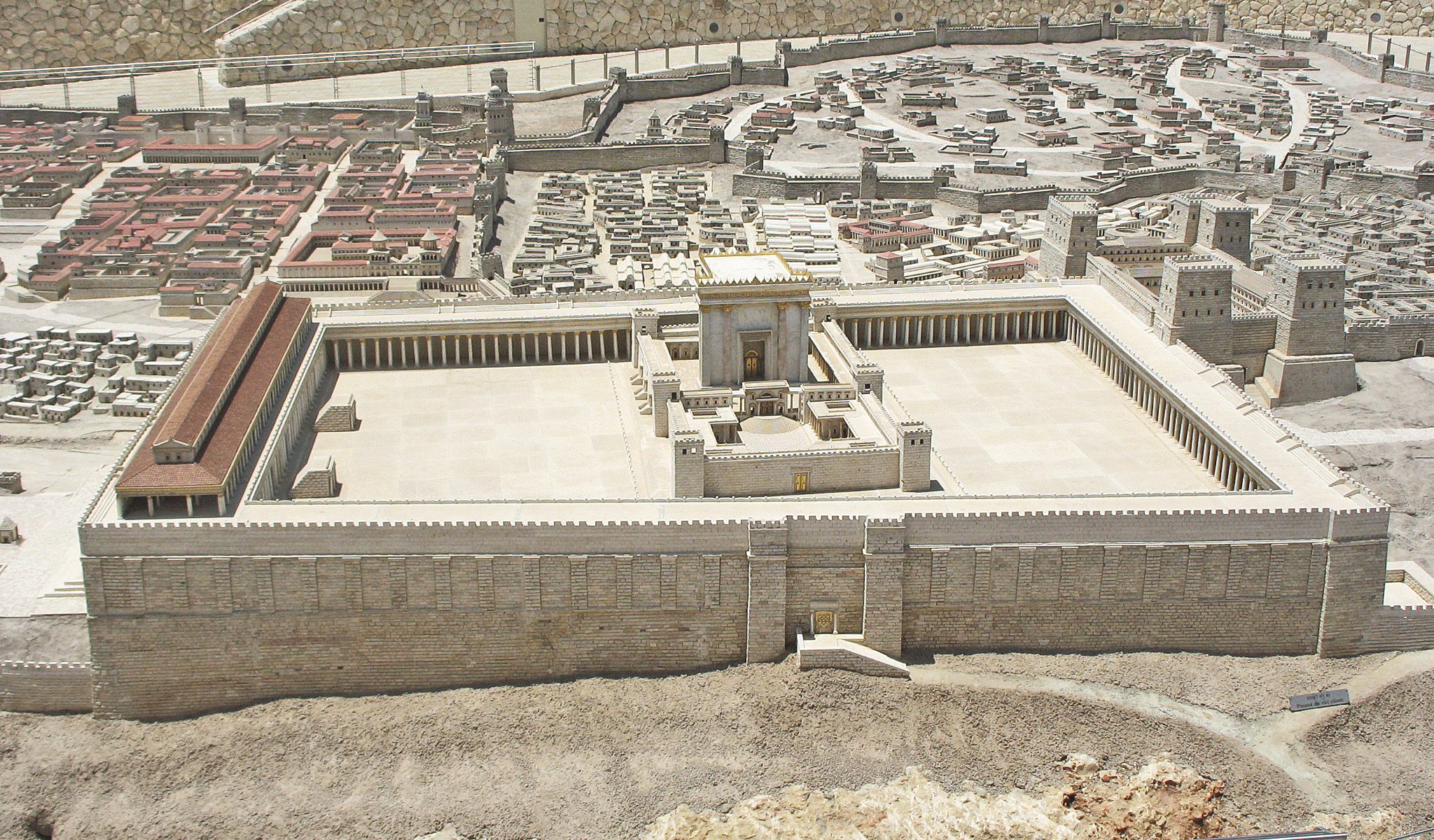
Храмовая гора (вид с востока): Храм (в центре, Царская колоннада (слева), и крепость Антония (справа)

План иродинаского Иерусалима можно резюмировать так: На востоке город граничил с долиной Кидрон, над которой была построена колоссальная опорная стена комплекса Храмовой горы. Храмовая гора была на самом деле огромной площадью, в центре которой стоял Храм. Двор был со всех четырёх сторон окружён колоннадами, с грандиозной Царской колоннадой с его южной стороны. на северо-западном углу комплекса стояла крепость Антония. От неё начиналась стена, окружавшая северные части города. У подножия западной подпорной стены Храмовой горы (современная Западная Стена) проходила главная коммерческая улица города. В южной части улицы стояла Арка Робинсона, несшая на себе большую лестницу, ведшую с уровня улицы на Царскую колоннаду. В южной стене Горы находились ворота Хульды, главный вход в священный комплекс. К югу от них простирался район ритуальных купален, обслуживавших поднимавшихся на Гору паломников, и улица, ведшая вниз к Городу Давида и Силоамскому бассейну. К западу от комплекса проходил глубокий канал долины Тиропеон, а над ним — Верхний Город, резиденция священников и состоятельных горожан. Последний соединялся с Храмовой горой мостом, опиравшимся на то, что сегодня известно под названием «Арка Уилсона». В юго-западной части верхнего города стоял дворец царя Ирода, а к северу от него — там, где сейчас находится Башня Давида — цитадель с тремя башнями: Гиппик, Фасаэль и Мариамна. Именно у этой цитадели соединялись стены Иерусалима, одна — окружавшая город с юга — и другая, примыкавшая со стороны востока и Храмовой горы.
Где-то в городе, возможно, в верхнем городе или к северу от него, стоял театр и другие эллинистические институты. Остатки всех этих сооружений ещё предстоит найти.

##### Иродианские городские стены
В момент начала правления Ирода или около того в Иерусалиме была построена вторая стена. Эта относительно короткая стена была построена так, чтобы включить новый район, выросший по соседству с крепостью Антония внутри городских стен. «Вторая стена» шла с севера, от крепости на восток, к району, в котором сейчас находятся Дамасские ворота, а затем на юг, вдоль восточного склона Тиропеона, к Садовым воротам (возле той точки, в которой сейчас сходятся четыре квартала Старого Города). Этот маршрут не включает Голгофу, где произошло распятие Иисуса, поскольку это событие должно было произойти вне городских стен. Насколько засвидетельствовано в Новом Завете:
И, неся крест Свой, Он вышел на место, называемое Лобное, по-еврейски Голгофа ... потому что место, где был распят Иисус, было недалеко от города.
Иоанна. 19:17, Иоанна. 19:20

##### Иродианские цитадели

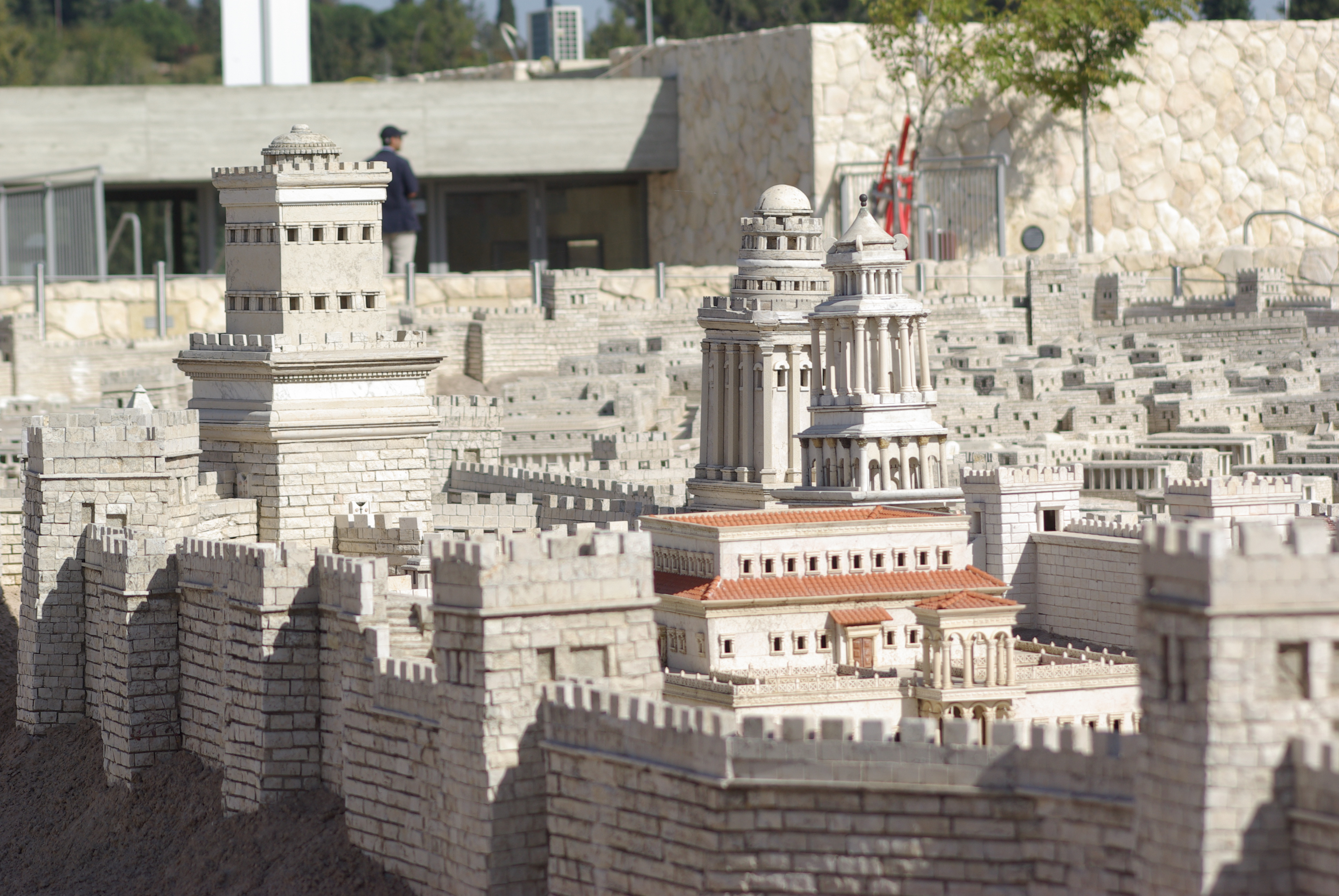
Три башни цитадели Ирода. Слева направо, Фасаил, Гиппик, и Мариамна

- Крепость Антония была главной крепостью Иерусалима, доминировавшей над Храмовой горой; в ней размещался городской гарнизон. Она была построена Иродом до 31 года до н. э. поверх Бариса Хасмонеев, и названа в честь Марка Антония. Она обладала теми же характеристиками, что и эллинистический тетрапиргион, хотя и прямоугольный. В каждом из её углов стояло по башне, одна из башен была выше остальных[65].
- Цитадель Ирода находилась на месте нынешнего расположения Башни Давида. Ирод построил цитадель, которую иногда называемую "Цитаделью Башен ", на холме, уже укреплённом во времена Хасмонеев. Ирод построил на этой территории три башни, назвав их Гиппик, Фасаэль и Мариамна — в честь своего друга, брата и жены. Именно Гиппик являлся той точкой, в которой «первая стена», тянувшаяся с юга, поворачивала на восток к Храмовой горе, и в которой также «третья стена», сооружённая в середине I века н. э., встречалась с «первой стеной».

В пятой книге своей «Иудейской войны» Иосиф предоставляет детальное описание башен, указывая:
Они по величине, красоте и крепости не имели себе подобных в мире.
Иосиф Флавий. Иудейская война. V, 156.
Все три башни были квадратными. Башня Гиппик имела 13 метров в ширину у своего основания и 40 метров в высоту. Её нижняя половина была цельной, выше располагался резервуар для воды, а над ним — двухэтажный дворец. Башню венчали зубчатые стены и турели. Башня Фазаэль насчитывала 20 метров в ширину и также имела цельное основание двадцати метров в высоту. Поверх него находился перистиль, окружённый валами, над которым стояла ещё одна, меньшая, башня, заключавшая в себе несколько комнат и баню, и завершавшаяся зубчатыми стенами. Иосиф отмечал, «что вся башня совершенно походила на царский замок». Третья башня, Мариамна, была похожа на две другие тем, что у неё было цельное основание, и она также имела декорированный второй этаж. До наших дней дожило основание лишь одной башни, идентифицированной, как Гиппик либо Фазаэль.
К северу от цитадели находился «Бассейн Башен», — ещё одна конструкция для хранения воды, — который мог быть вытесан в течение хасмонейского периода.
- Дворец Ирода. К югу от цитадели Ирода стоял царский дворец, «превосходивший всякое описание»[68]. Тем не менее, Иосиф всё же предоставляет детальное описание великолепия и роскоши резиденции Ирода: величественные залы, украшенные драгоценными камнями, серебром и золотом, с потолками, выполненными из декорированных деревянных балок, и достаточным количеством кроватей, чтобы разместить сотню гостей. Дворец был усеян открытыми дворами и колоннадами.

Здесь виднелись разнородные парки с прорезывавшими их длинными аллеями для гулянья, а вблизи их глубокие водовместилища и местами цистерны, изобиловавшие художественными изделиями из меди, чрез которые протекала вода. Кругом этих искусственных источников находились многочисленные башенки для прирученных диких голубей
Иосиф Флавий. Иудейская война. V, 172.
Иосиф сокрушается о разрушении дворца, не руками римлян, которые позже окружили город, но воюющими сторонами — изнутри. Ничего, что можно было бы с уверенностью отождествить с остатками дворца, не обнаружено, хотя в ходе раскопок в Армянском квартале, к югу от Башни Давида, обнаружена система массивных опорных стен, предположительно относящихся к иродинаской постройке.

##### Храмовая гора

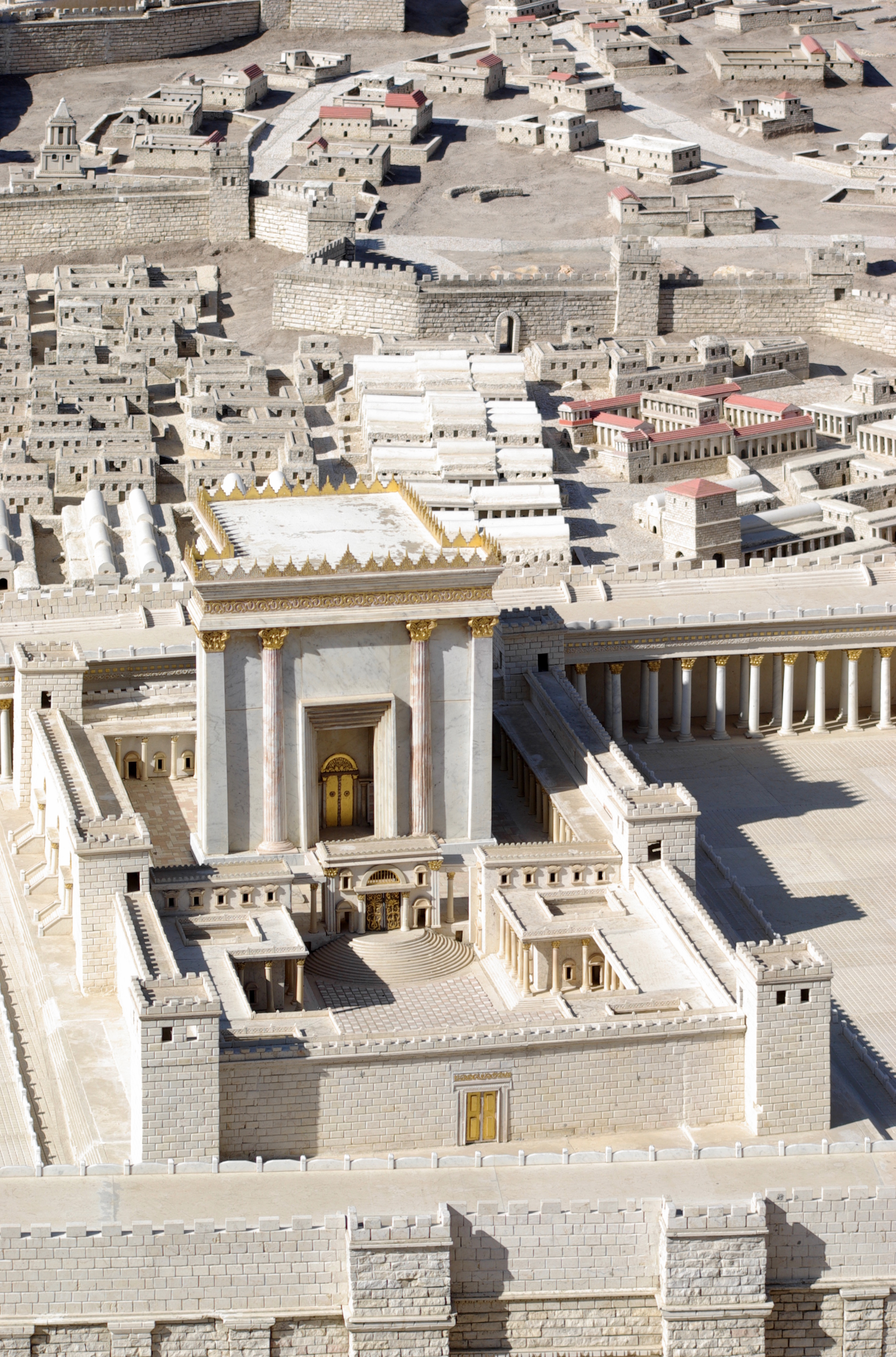
На этом фото показан храм, каким он представлялся в 1966 году на модели Иерусалима из отеля «Святая земля»

При завоевании Иерусалима Иродом, несколько колонн Храма были сожжены и дворы Храма залиты кровью защищавших его. Тем не менее, дальнейшее осквернение Храма было Иродом остановлено.
Иерусалимский храм, построенный по окончании Вавилонского Пленения, был скромным, маленьким и простым. Обветшавший храм не гармонировал с новыми великолепными зданиями, которыми Ирод украсил свою столицу. Примерно в середине своего царствования (19 год до н. э.) Ирод, стремясь снискать расположение не любивших его подданных и прославить собственное имя, принял решение о переустройстве Храмовой горы и о перестройке самого Храма. Кроме этого он руководствовался желанием исправить те повреждения, которые он сам причинил на святом месте при завоевании города.
Ирод существенно увеличил размеры как Храма, так и самой горы, на которой он стоял. Реконструкция началась с массивного расширения Храмовой горы; её территория при Ироде удвоилась в размерах. Объём работ был колоссальным, и они продолжались в течение 9,5 лет. Работы по перестройке самого корпуса Храма продолжались 1,5 года, после чего он был освящён; в течение ещё 8 лет Ирод с большим энтузиазмом занимался переделкой дворов, возведением галерей и устройством внешней территории. Ирод расширил храмовый двор к югу и построил там Царскую колоннаду — базилику, использовавшуюся для коммерческих целей, сходную с другими форумами античного мира. На протяжении процесса строительства религиозный культ и храмовые ритуалы продолжались.
Храм был шедевром глобального строительного предприятия Ирода — построенный из белого и зелёного мрамора и, возможно, даже голубого, применявшегося для изображения волн. Здание постоянно улучшалось; работа по отделке и доработке отдельных частей здания Храма и строительство в системе дворов на Храмовой горе продолжалось ещё долгое время после Ирода. Строительство было окончательно завершено лишь при Агриппе II, в период правления наместника Лукцея Альбина (62—64 н. э.). То есть, всего за 6 лет до разрушения Храма римлянами в 70 году.
Храмовая гора и Храм не только были настоящим сердцем Иерусалима эпохи Второго Храма, но и служили духовным центром всей еврейской нации. Когда римский император Калигула запланировал поместить внутри храма свою собственную статую, сыну Ирода Агриппе I удалось вмешаться и убедить его не делать этого.
Описание Храма Ирода Иосифом фактически подтверждается множеством археологических находок, включая надписи — в отличие от других построек, стоявших на этом месте.

##### Другие сооружения

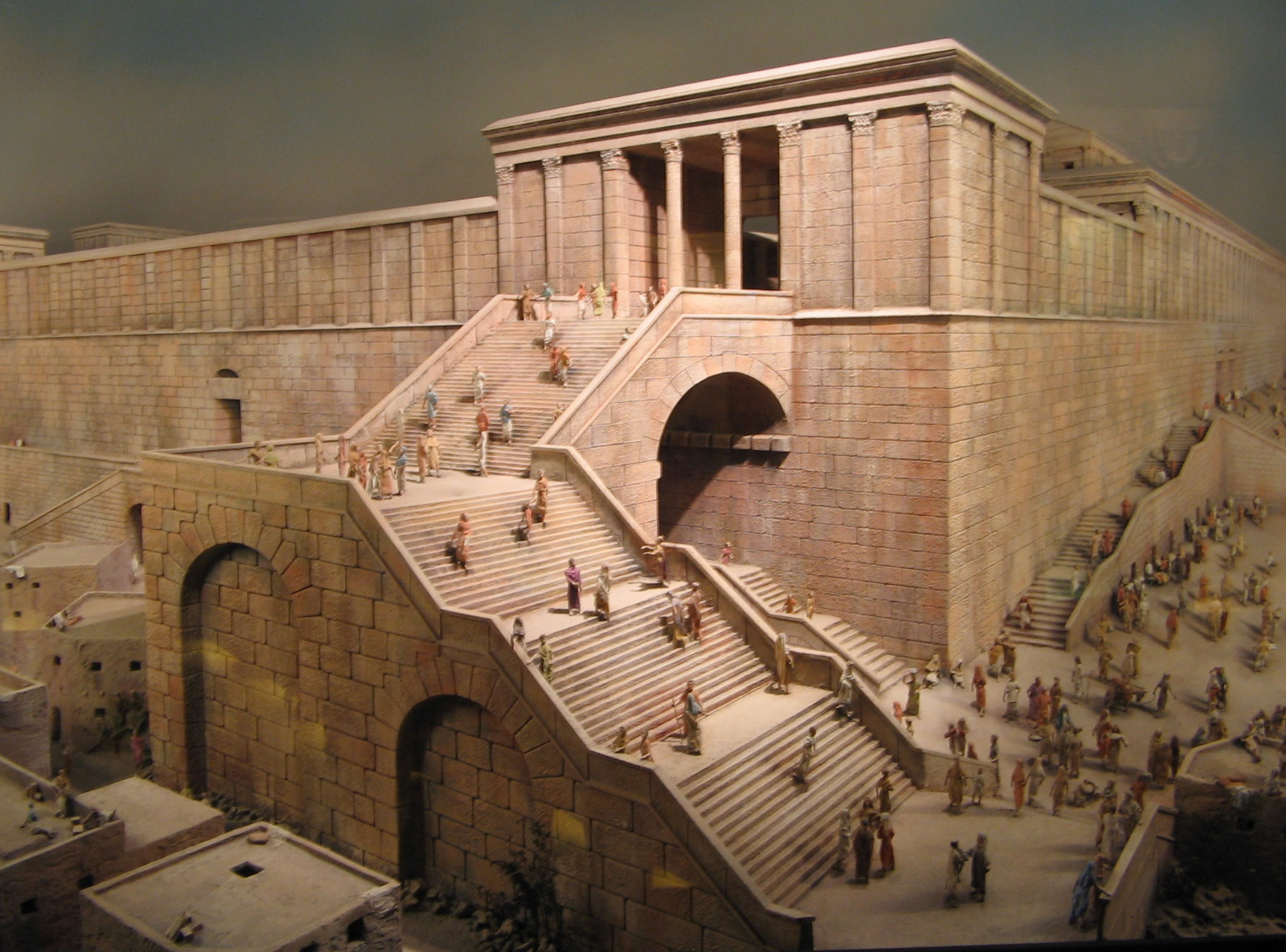
Реконструкция Арки Робинсона

Название «Верхний город» было дано району, сооружённому на холме, который ныне носит название «гора Сион» — в особенности на тех его частях, которые расположены внутри средневековых стен города, под нынешними Еврейским и Армянским кварталами. Он располагался выше Города Давида и Храмовой горы, и возвышался над Храмом. С храмовым комплексом он соединялся посредством большого моста, единственные остатки которого можно увидеть в Арке Уилсона рядом с Западной Стеной.
Иродианская улица была главной артерией Иерусалима, тянувшейся к северу от Силоамского бассейна под Аркой Робинсона, вдоль Западной Стены, и под Аркой Уилсона. Археологические раскопки вдоль Западной Стены выявили, что улица заканчивалась на площади возле крепости Антония — хотя имеются ясно различимые артефакты (такие, как предварительно заготовленные камни для мощения), указывающие, что улица ещё не была завершена.
Улица была построена поверх дренажной системы, сооружённой из больших и прекрасно оформленных белых камней. От Силоамского бассейна улица взбиралась по небольшим ступеням, ведшим вверх к нынешней площади Западной Стены. Вдоль её центральной части, у подножия Храмовой горы (вдоль нынешней Западной Стены) располагались различные магазины и склады. Среди них, вероятно, были магазины, в которых можно было купить жертвенных животных, а также менялы, что давало возможность паломникам обменять валюту и обзавестись полушекелем ритуального налога на содержание Храма, который каждый еврей обязан был платить ежегодно. На юго-западном углу Храмовой горы находился самый важный перекрёсток улицы. Отсюда можно было повернуть на восток к воротам Хульды, на север — дальше по улице, или подняться по Арке Робинсона к Царской колоннаде. Ряд остатков улицы до сих пор можно увидеть в нескольких местах: у Силоамского бассейна, в Туннелях Западной Стены и в Иерусалимском Археологическом парке у подножия Храмовой горы. В последнем представлены участки улицы, похороненные при обрушении Арки Робинсона во время окружения Иерусалима римлянами.
Хотя античные источники описывают эллинистические институты иродинаского Иерусалима, — такие, как театр, — какие-либо их остатки ещё предстоит найти. Скорее всего, они были построены на равнине к северу от верхнего города. Михаэль Ави Йона помещал театр в самом верхнем городе, рядом с дворцом Ирода. Археолог Йосеф Патрич предположил, что иродинаский театр в Иерусалиме был сделан из дерева, — что было традиционно для Рима того времени, — что может объяснить отсутствие находок.

##### Иродианские водные сооружения
Водопровод — способ доставки воды в город — был интегральной частью римского городского планирования. И без того достаточно большому, Иерусалиму нужно было ежегодно удовлетворять потребности бесчисленных паломников, для чего требовалось гораздо больше воды, чем было доступно. Вода бралась из Эин Эитам и Соломоновых бассейнов, находившихся примерно в 20 километрах по прямой к югу от Иерусалима и на высоте, на 30 метров превосходящей высоту Храмовой горы. Подобно своему хасмонейскому предшественнику, акведук был проложен извилистым маршрутом, чтобы обойти лежавшие на его пути хребты, хотя в двух местах он был пробит в виде туннеля: участок длиной 400 метров под Вифлеемом и 370-метровый участок под Джабель Мукабер. У гробницы Рахели водопровод разделялся надвое — нижний aкведук направлялся к Храмовой горе, а верхний вёл к бассейну возле Цитадели Ирода. Вплоть до последнего времени считалось, что верхний акведук построен через 200 лет после правления Ирода и является делом рук Х Охраняющего пролив легиона, расквартиртованного в Иерусалиме. Недавние исследования, однако, указывают, что Легион лишь обновил частично разрушенный акведук.

### Римские префекты, прокураторы и разрушение Храма

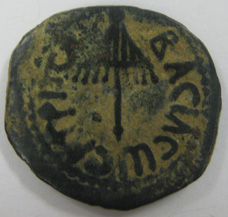
Прута Агриппы I. Надпись по-гречески, «царя Агриппы»

В 6 году н. э., вскоре после смерти Ирода (в 4 году до н. э.) и, — будучи основной части тетрархии, — короткого периода правления Ирода Архелая, Иудея и Иерусалим попали под прямое римское управление в качестве римской провинции под названием «Иудея». Провинцией управляли сначала префекты (до 41 года), затем короткое время Агриппа I, а после 44 года — прокураторы и легаты. Иродианская династия — потомки Ирода (Агриппа I (41-44) и Агриппа II (48-100)), тем не менее, оставались номинальными царями провинции Иудея вплоть до 96 года н. э.

#### Политическая ситуация при правлении префектов
Римские префекты Иудеи были Всадниками, получавшими это назначение, не будучи никоим образом связаны со страной или озабочены интересами её жителей. Поэтому их правление харктеризовалось возросшим налоговым бременем, подрывавшим и без того деликатную политическую ситуацию. Ситуация ещё больше усугубилась после 44 года, с назначением греческих прокураторов, считавшихся враждебными по отношению к иудаизму. Предполагается, что последние уделяли большее внимание получению личной выгоды, нежели общему благополучию своих подданных. Современная литература описывает этот этап, как период анархии, беспорядков и насилия, при том что правительственная деятельность была редуцирована до примитивного собирания налогов. Возмущение евреев римской властью в конце концов привело к тому, что в 66 году н. э. римскому правлению Иерусалимом и регионом был брошен вызов: еврейское население восстало против Римской империи — событие, ныне известное под названием «Первая Иудейская война», или Великое Восстание. Тем не менее, этот период ознаменовался коротким промежутком номинальной независимости, — во время правления царя Агриппы I, между 41 и 44 годами, — который в некотором смысле стал свидетелем реставрации иродианской династии, хотя нет никаких указаний на то, что статус римской провинции был хотя бы временно утрачен.

#### Социальная и религиозная ситуация
Под началом римских префектов трения между различными еврейскими партиями, уменьшившиеся благодаря их общей ненависти к Ироду, снова дали о себе знать, по мере того как обе группы забаррикадировались внутри своих противоположных мировоззрений. Саддукеи принимали римское правление постольку, поскольку ритуалы Храма и статус священников оставались неприкосновенными. Они, наряду с аристократами, богатыми и обеспеченными, охотно пользовались выгодами римского правления и предоставляемой им защитой. Умеренные фарисеи, представлявшие большинство населения, были возмущены утратой евреями независимости, хотя и не расположены к открытому восстанию, который вызвал бы гнев римских властей, привёл бы к тяготам для населения и, скорее всего, навлёк бы на него смертельную опасность. До тех пор, пока было разрешено продолжать изучать Тору, — и функционировать Санхедрину, — умеренные фарисеи, воплощением которых был Баит Гилель (Дом Гилеля), противились какому бы то ни было бунту.
По мере того, как росло налоговое бремя и становилось очевидным неуважение Рима к святости как Иерусалима, так и Храма, соответственно возрастала мощь новой секты. Зелоты — радикальные фарисеи, воплощением которых был Баит Шаммай (Дом Шаммая) — посвятили себя восстановлению еврейской незаивимости и выступали за открытое восстание. С течением времени их политика становилась всё более радикальной, их организация приняла военизированную форму, и им удалось заручиться симпатиями более молодого поколения фарисеев и даже некоторых из саддукеев.
Ессеи были монашеским культом, очевидно, ответвившимся от саддукеев и отошедшим от общественной жизни. Возможно, в результате отвращения к сложным социальным и политическим условиям, они основали пустынные сообщества, в которых придерживались строгих законов чистоты и справедливости. Социальная анархия и религиозные волнения привели к широко распространённой вере в приближающийся апокалипсис, «конец света». Развивались также другие культы и секты, иногда — с собственным «пророком» или «мессией». Таковыми были «Четвёртая Философия», группа, упомянутая Иосифом и связанная с зелотами; боэтусеи, отросток саддукеев; и даже раннее христианство. Коррумпированные римские префекты и чинимые ими притеснения вносили вклад в рост сопротивления и распространение экстремистских групп, таких как сикарии, противостоявших не только римскому правлению, но также умеренным из числа саддукеев и фарисеев.
Однако даже в этот период существовали неевреи, которых привлекал иудаизм — а некоторые даже поселились в Иудее. Самыми известными среди них были члены царского дома Адиабены, царица Елена и её сын Монобаз II, предположительно, иммигрировавшие в Иерусалим и построившие дворцы в Городе Давида. Позже Монобаз II предоставит также военную помощь евреям во время их восстания против римлян, послав своих людей сражаться рука об руку с повстанцами. «Гробницы Царей», археологический объект к северу от Старого Города, отождествлён с местом захоронения царицы Елены.
В I веке н. э. Иерусалим стал местом рождения раннего христианства. Согласно Новому Завету, он является местом Распятия, Воскресения и Вознесения Иисуса Христа. Именно в Иерусалиме, согласно Деяниям Апостолов, на Апостолов Христа сошёл Святой Дух и здесь они впервые начали проповедовать Евангелие и свидетельствовать о воскрешении Христа.

#### Городской ландшафт

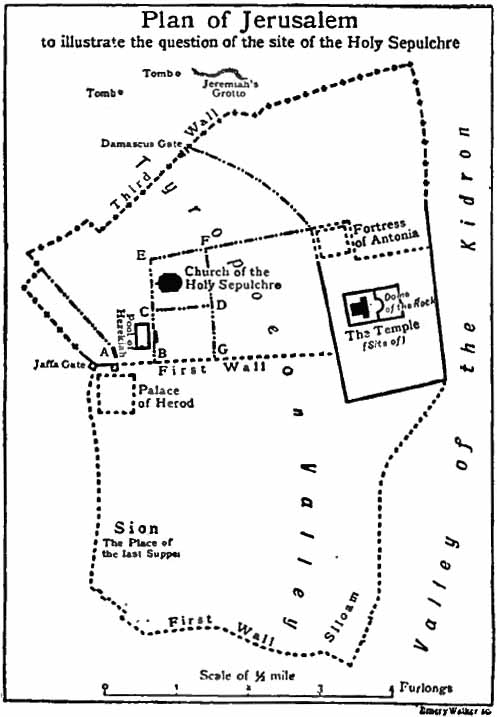
Иерусалим в конце периода Второго Храма

В городской части Иерусалима раннего римского периода имелось два чётко различимых участка. Один включал в себя территорию внутри «первой стены», Город Давида и Верхний город, и был тесно застроен (хотя в своих богатых районах — в меньшей степени). Второй, известный, как «пригород» или «Вифезда», лежал к северу от первого и был редко населён. Он включал в себя тот сектор Иерусалима, что находился внутри иродианской «второй стены» (которая всё ещё стояла), хотя он сам был окружён новой «третьей стеной» (ХаХома ХаШлишит), построенной царём Агриппой I:
Третья стена начиналась опять у Гипиковой башни, откуда она тянулась на север до башни Псефины, отсюда, простираясь против гробницы Елены (царицы адиабенской и дочери царя Узата), шла через царские пещеры и загибала у угловой башни так называемого Гнафейского памятника; после этого она примыкала к древней стене и оканчивалась в Кидронской долине. Этой третьей стеной Агриппа обвел возникшую новую часть города, остававшуюся прежде совсем незащищенной. Ибо вследствие прироста населения город все больше расширялся за стены и после того как заключили в пределы города северный склон храмового холма, потребовалось идти еще дальше и застроить еще четвертый холм, называемый Бецетой
Иосиф Флавий. Иудейская война. V, 142
Согласно Иосифу, Агриппа намеревался построить стену толщиной по меньшей мере 5 метров, практически неуязвимую для современных осадных орудий. Однако, Агриппа так никогда и не продвинулся дальше фундаментов — из страха перед императором Клавдием, «чтобы грандиозность сооружения не возбуждала подо¬зрения императора Клавдия в стремлении к новшеству или отпадению от него.» Третья стена была завершена лишь позже, — когда разразилась Первая Иудейская война и укрепления Иерусалима нужно было усилить, — сделана менее мощной и в большой спешке. Её украшали девять башен.
По размерам и численности населения к концу периода Второго Храма Иерусалим достиг пика: город занимал два квадратных километра и насчитывал 200000 жителей.

#### Восстание, гражданская война и разрушение
Великое иудейское восстание против римлян, вошедшее в историю как Первая Иудейская война (66-73 гг.), разразилось вслед за назначением в 64 году префекта Гессия Флора и его требованием передать ему средства Храма. Оно началось в Иерусалиме, где было возглавлено местными зелотами, которые убили умеренного первосвященника и подожгли его дом — а также архив долговых обязательств, чтобы мобилизовать массы. Восстание ознаменовалось прекращением регулярных жертв за благополучие римского императора. Из Иерусалима оно затем распространилось на всю остальную страну, в особенности на смешанные города Кейсарию, Бейт-Шеан и в Галилею. Подавление восстания римлянами началось на севере, когда экспедиционный отряд под началом римского легата Сирии Цестия Галла начал движение к Иерусалиму. Галлу не удалось взять город и он решил отступить. Преследуемые скаутами повстанцев, римские войска были завлечены в засаду на перевале Бет-Хорон и понесли потери, эквивалентные численности целого легиона. Галлу удалось ускользнуть, однако вскоре после этого он умер.

Шекель Первого Еврейского восстания, выпущенный в 68 году. Аверс: «шекель Израиль, год 3». Реверс: «Иерусалим Святой»

Затем в Иерусалиме была созвана общественная ассамблея, дабы определить политику и принять решение о направлении последующих действий. При доминировании умеренных фарисеев, включая президента Санхедрина Шимона бен Гамлиеля, она назначила военных командиров для надзора за обороной города и его укреплениями. Руководство восстанием было, таким образом, отобрано у зелотов и передано более умеренным и традиционным лидерам фарисеев и саддукеев. Не обладая достаточными военными или административными навыками, последние были не военными лидерами, но, скорее, людьми, которые считались способными провести переговоры и заключить соглашение с римлянами. Имеются указания на то, что в течение короткого периода возобновлённой независимости Иерусалим наслаждался ощущением надежды и процветания. Он чеканил свои собственные монеты; было запущено новое летосчисление, берущее отсчёт от его нынешнего освобождения. Однако римляне вскоре бросили вызов этой недолговечной независимости. В начале 68 года римский генерал Веспасиан высадился в Птолемаисе и начал подавление восстания с операций в Галилее. К июлю 69 года вся Иудея, за исключением Иерусалима, была умиротворена, и город, ставший теперь местом пребывания лидеров повстанцев со всей страны, оказался осаждён римлянами. Будучи укреплённой крепостью, он мог бы продержаться значительное количество времени, если бы не яростная гражданская война, разразившаяся после этого между умеренными и зелотами.
Шимон Бар-Гиора и Иоханан Гисхальский, выдающиеся лидеры зелотов, возложили всю вину за провал восстания на плечи умеренного руководства. Зелоты заявили, что предотвратить сдачу города в руки римлян необходимо любой ценой — включая убийство политических оппонентов и любого, кто стоял у них на пути. По-прежнему существовали те, кто желал вести переговоры с римлянами и положить мирный конец осаде. Самым выдающимся среди них был Иоханан бен Заккай, ученики которого тайно вынесли его из города в гробу, чтобы заключить сделку с Веспасианом. Этого было, однако, недостаточно, чтобы справиться с безумием, охватившим теперь зелотское руководство в Иерусалиме, и царством террора, который они развязали против населения города. Иосиф описывает различные акты свирепости, осуществлённые против народа его же собственными лидерами — включая поджог городского запаса продовольствия, очевидно в попытке добиться, чтобы защитники дрались за свои жизни.

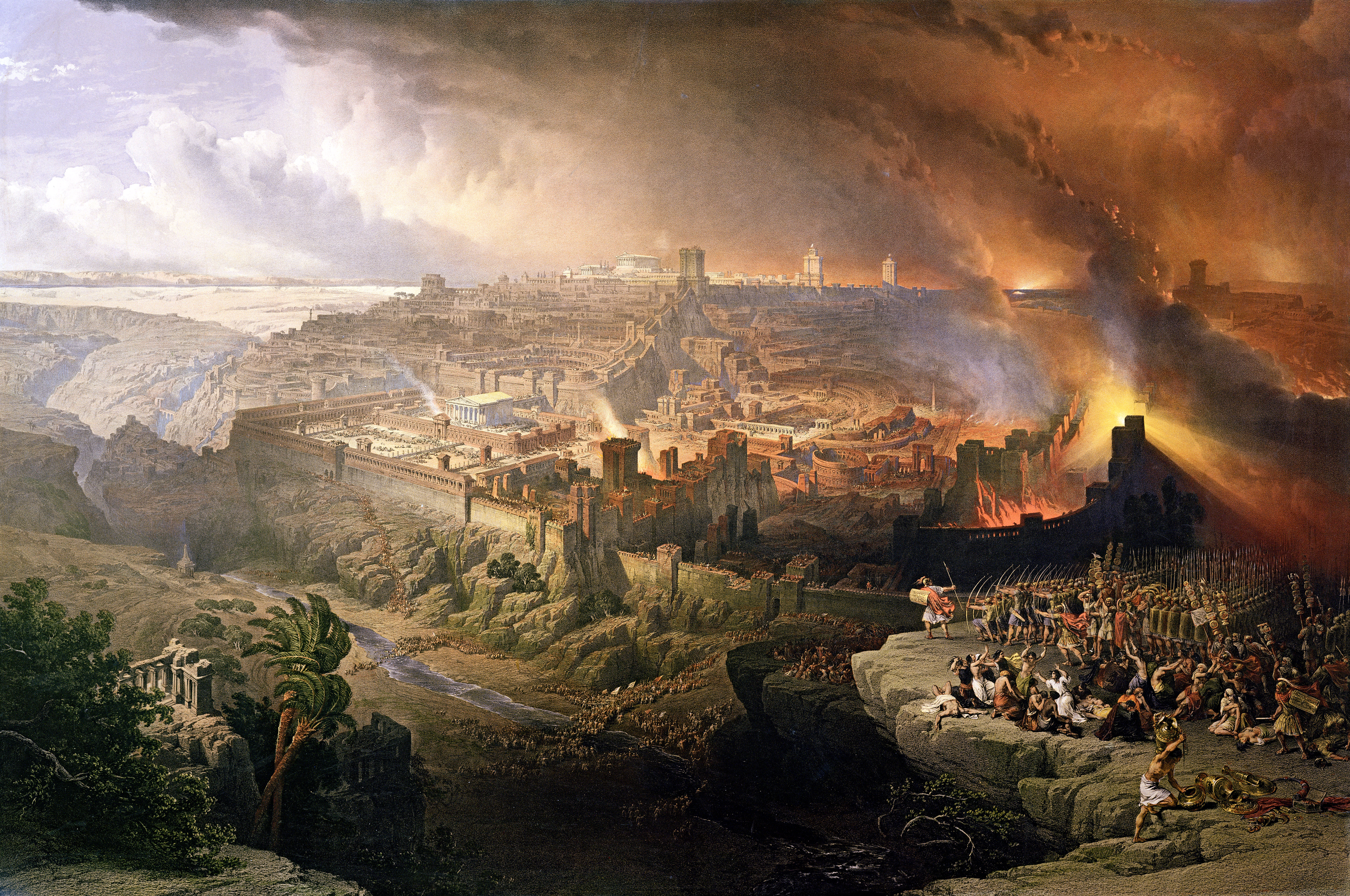
Осада и разрушение Иерусалима римлянами. Дэвид Робертс, 1850 год

Летом 69 года Веспасиан отбыл из иудеи в Рим и в декабре стал императором. Командование римскими легионами перешло к его сыну и будущему императору Титу, которому теперь удалось взять город в осаду. С самого начала осады военные действия сконцентрировались вокруг Храма. В 70 году Иоханан Гисхальский укрепился в Храме и в ходе сопернической борьбы с Симоном (Шимоном) Бар-Гиорой соорудил на углах храмового здания башни. Весной 70 года римские войска проломили «третью стену», затем «вторую стену» и к лету взяли под свой контроль крепость Антония.

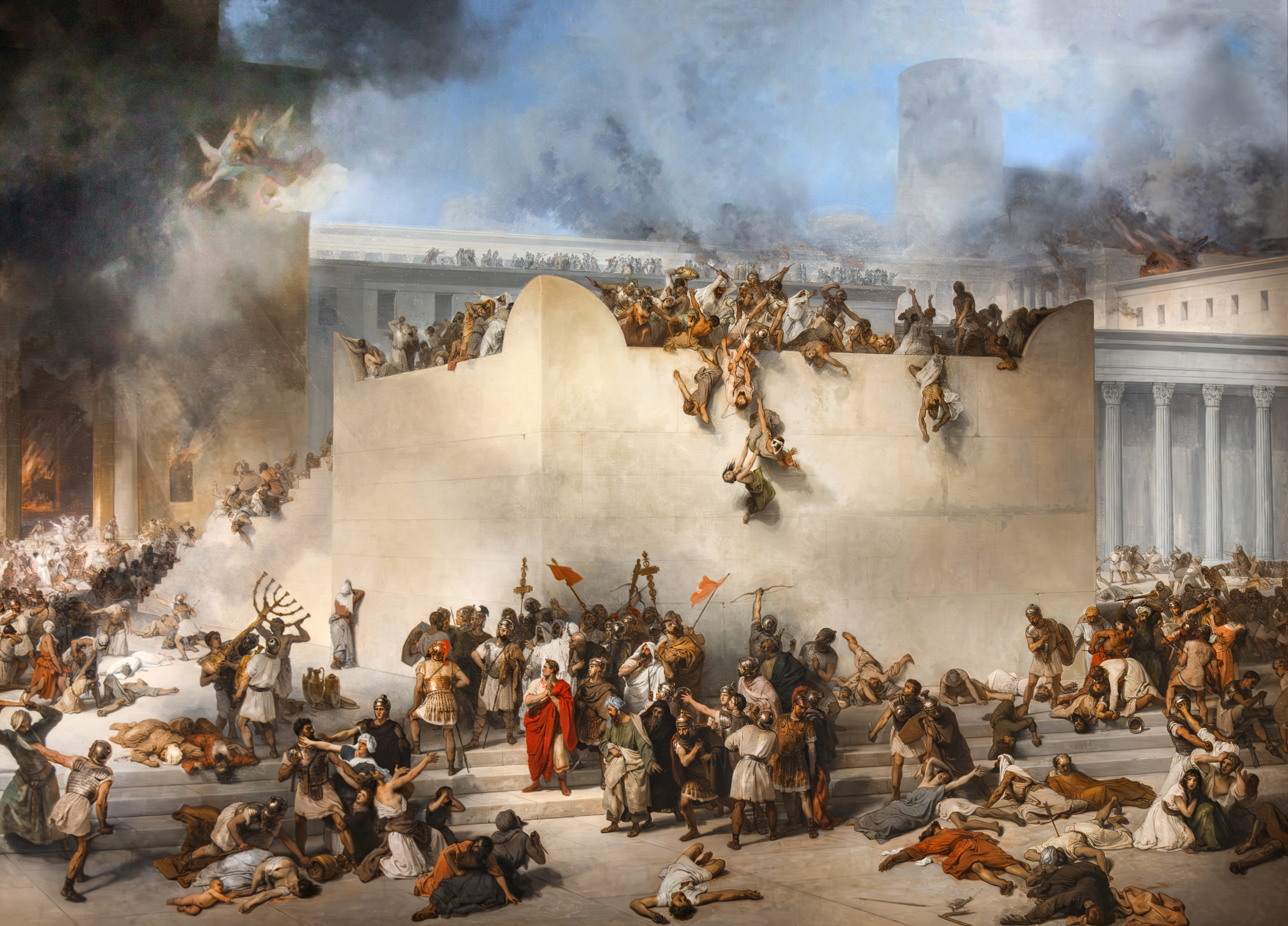
Картина Франческо Айеца Разрушение Храма в Иерусалиме изображает разрушение Второго Храма римскими солдатами. Масло, холст, 1867 год

Зелоты по-прежнему удерживали контроль над храмовым комплексом и верхним городом. Согласно описанию событий у Иосифа Флавия, первым шагом римлян к захвату Храмовой горы было разрушение части стены крепости Антония, расположенной напротив Храма (в третий день месяца таммуз). На развалинах крепости римляне построили насыпь, которая достигала стены храмового двора. 17 таммуза прекратилось принесение жертвы тамид, — возможно, потому, что не было священников для проведения ритуала. Между 22 и 28 таммуза сгорели храмовые колоннады. Однако неоднократные попытки римлян овладеть стеной храмового двора не увенчались успехом, пока на Девятое ава (10 августа) 70 года Тит не приказал поджечь храмовые ворота. Римские войска одолели защитников. На следующий день в римском штабе состоялся совет относительно судьбы Храма. Согласно свидетельству Флавия, Тит намеревался пощадить Храм, но его подожгли римские солдаты. В то же время, другой источник сообщает, что Тит требовал разрушить Храм. Как бы там ни было, Храм запылал. Удерживавшие Храм повстанцы сражались до конца, и, когда пламя охватило здание, многие из них бросились в огонь. Храм горел в течение 10 дней. Еврейское сопротивление продолжалось, но месяц спустя верхний город также был взят, а через некоторое время весь Иерусалим был превращен в руины. Город был сожжён дотла, за исключением трёх башен иродовой цитадели, которые Тит пощадил в качестве свидетельства прежней мощи города. Храмовая гора была распахана. Единственным, что сохранилось, были огромные внешние (подпорные) стены, поддерживавшие эспланаду, на которой стоял Храм (часть которых получила известность под названием Западная Стена).

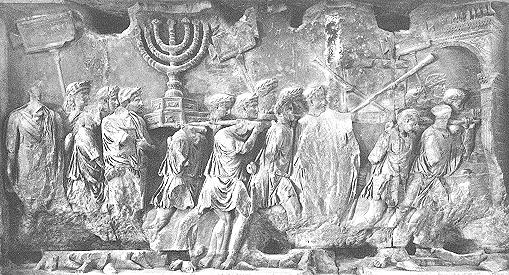
Окружение Иерусалима. Внутренняя стена арки Тита, Рим. Видна Менора из Храма, несомая победной процессией

Осада и бои за город длились пять месяцев. Римлянами были пленены почти 100 000 жителей. По свидетельству Иосифа Флавия, сражавшегося в этой войне с римлянами, общее количество погибших от меча, голода и пленённых за время войны было около 1 миллиона 100 тысяч, а город «разрушители так сравнили с поверхностью земли, что посетитель едва ли мог признать, что эти места некогда были обитаемы.». Победа Тита увековечена аркой Тита на римском Форуме; часть храмовой утвари из разрушенного Храма уцелела и была захвачена римлянами — эти трофеи (среди которых знаменитая Менора) изображены на рельефах арки. Агриппа II умер ок. 94 года н. э., что положило конец иродианской династии — почти через тридцать лет после разрушения Второго Храма.
.

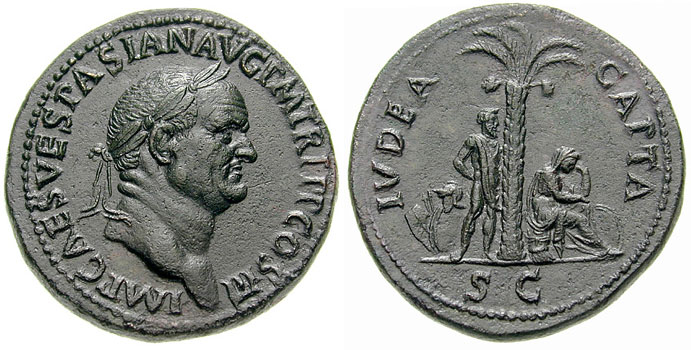
Монета Иудеи Капты, отчеканенная Веспасианом в 71 году в честь празднования победы Рима над Еврейским восстанием. Оформление реверса: IVDEA CAPTA, «Иудея завоёванная»

Таким образом, в середине лета 70 года Храм был сожжён и разрушен. Это произошло в тот же самый день, 9-го Ава по еврейскому календарю, в который вавилоняне сожгли Храм Соломона. Разрушение Иерусалима и сожжение Храма положило начало рассеянию евреев по всему миру. Город длительное время находился в руинах и запустении. Тем не менее, по завершении этого восстания евреи продолжали жить в Иерусалиме в значительных количествах. Им было разрешено практиковать свою религию, но только в том случае, если они платили «еврейский налог».

## Комментарии
1. ↑  Или 353 году до н. э., согласно традиционной еврейской хронологии.
2. ↑  Похищенные Антиохом из Храма медные сосуды были возвращены его преемниками евреям, жившим в Антиохии, и поставлены в местной синагоге (Иосиф Флавий. Иудейская война. VII, 3:3).
3. ↑  «Когда в 6 году н. э. Иудея была обращена в римскую провинцию, Иерусалим перестал являться административной столицей страны. Римляне переместили правительственную резиденцию и военную штаб-квартиру в Кесарию. Центр правительства был, таким образом, удалён из Иерусалима, и администрация начала во всё большей мере опираться на население эллинистических городов (Себаст, Кесария и другие).» в кн. A History of the Jewish People / H.H. Ben-Sasson editor. — 1976. — P. 247.
4. ↑  вероятно, опирающийся на свидетельство Тацита
5. ↑  Согласно Иосифу Флавию, Второй Храм сгорел 10-го ава.